# Landunvez
Landunvez [lɑ̃dynvɛs] est une commune du département du Finistère, dans la région Bretagne, en France.

## Géographie

### Situation

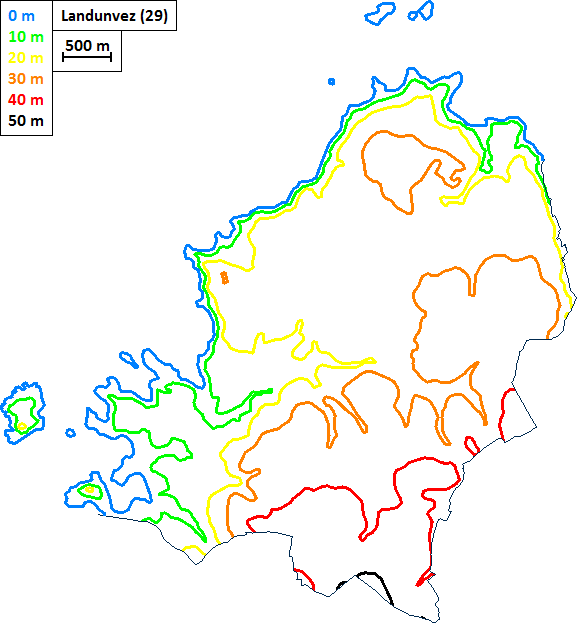
Relief de Landunvez.

Landunvez est situé à 27 km au nord-ouest de Brest, 17 km au nord-ouest de Saint-Renan et 7 km à l'ouest de Ploudalmézeau. La commune littorale est à la limite de l'océan Atlantique et de la Manche et fait partie de la Communauté de communes du Pays d'Iroise.
Le littoral comprend les roches d'Argenton, l'île d'Iock (ou d'Yoc'h) et la presqu'île du Vivier.
La commune est constituée de trois bourgs : le bourg de Landuvez proprement dit, le bourg et le port d'Argenton au sud, et le bourg de Kersaint au nord.

### Communes limitrophes
|              | Ploudalmézeau | Ploudalmézeau |
| Mer d'Iroise | Landunvez     | Plourin       |
|              | Porspoder     | Porspoder     |

### Relief

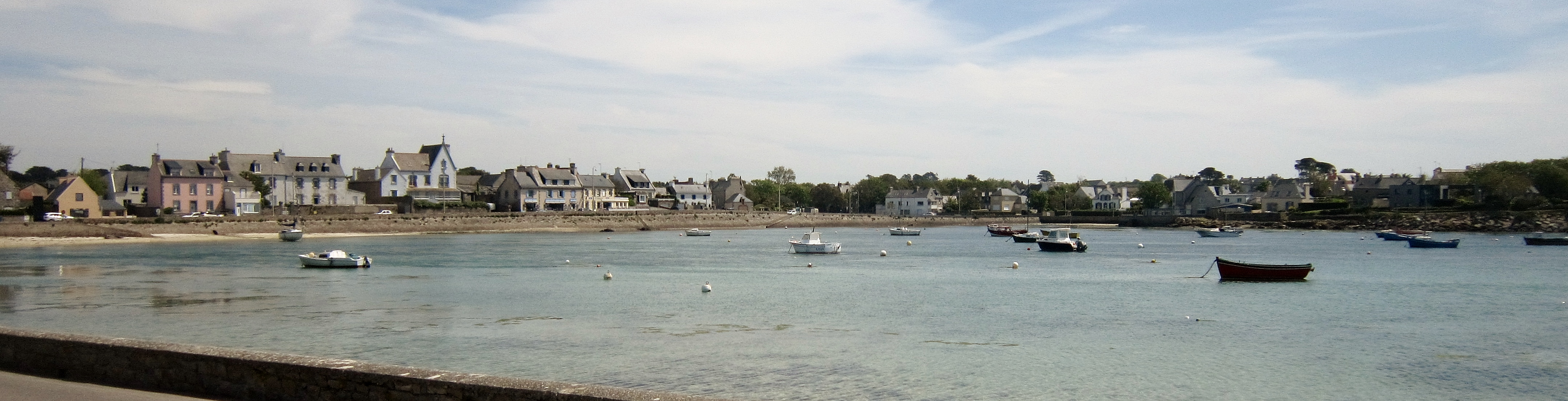
Argenton : vue d'ensemble de la plage et du hameau.

Les altitudes s'échelonnent entre 45 mètres (altitude atteinte près de Kervéléoc, au sud-est du finage communal) et le niveau de la mer ; le bourg de Landunvez est à une trentaine de mètres d'altitude. La commune n'est parcourue que par de minuscules fleuves côtiers, de simples ruisseaux en fait, notamment au sud celui de Larret, qui se jette dans l'anse d'Argenton et sert de limite communale avec Porspoder, au centre de la commune celui qui se jette dans l'anse de Penfoul après être passé par le bourg de Landunvez, et à l'est celui qui se jette dans l'anse de Kersaint et qui sert de limite avec Ploudalmézeau.
Le littoral est très découpé, alternant caps (Beg ar Garo et Beg an Tour dans la presqu'île de Saint-Gonvel ; « Pointe de Landunvez » à l'ouest et Beg ar Manac'h et Beg ar Galeti à l'est de la Côte sauvage de Landunvez), avec de nombreux rochers aux formes pittoresques, et baies (anse d'Argenton, anse de Saint-Gonvel, anse de Penfoul, anse de Trémazan et anse de Kersaint) dont le fond est occupé par des plages. La plate-forme continentale est parsemée de nombreux écueils et îlots (notamment les Roches d'Argenton dont l'un des îlots porte le Phare du Four) ainsi que par l'île d'Yoc'h qui est une zone naturelle protégée.

La presqu'île de Saint-Gonvel
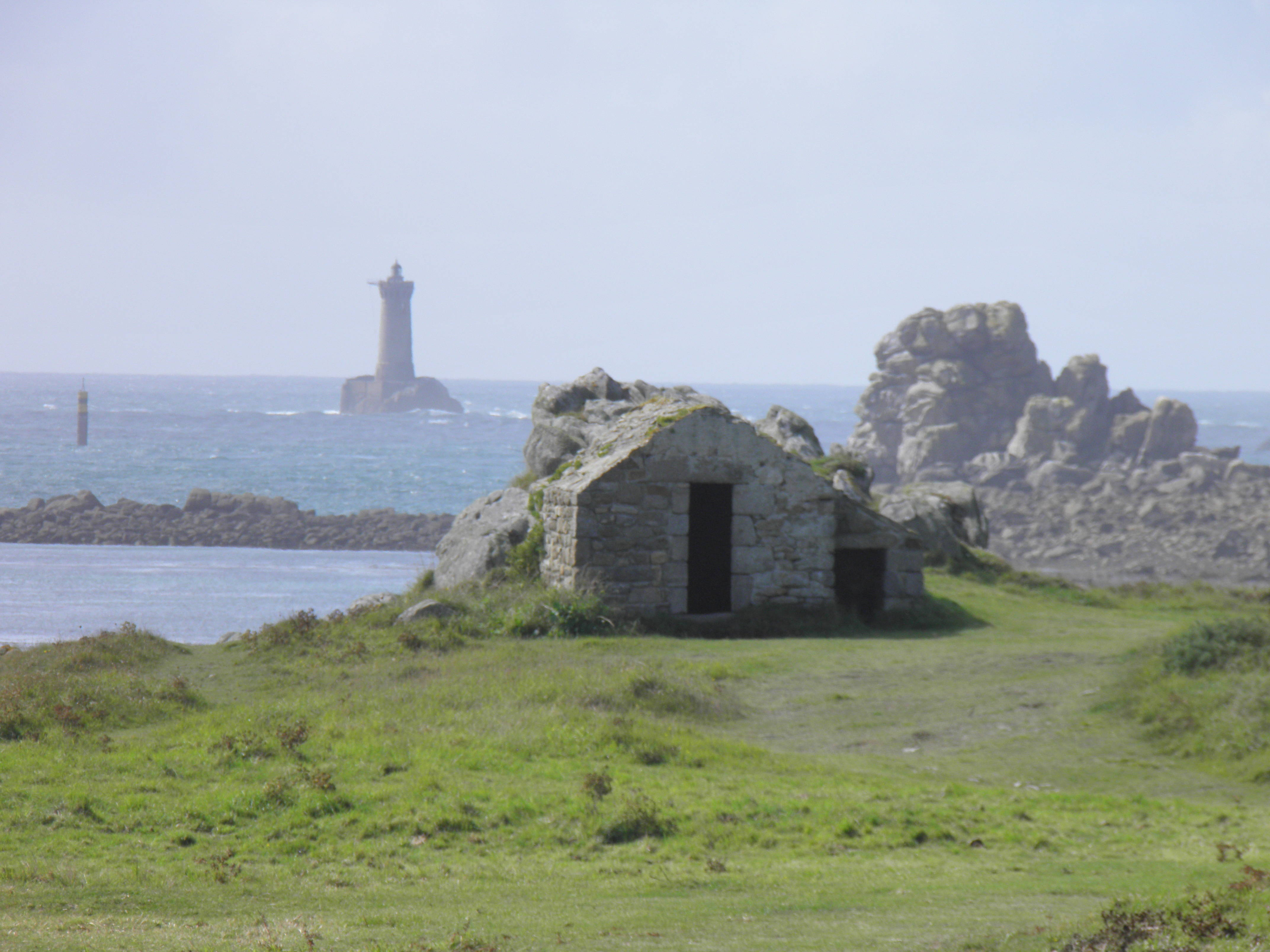
Refuge sur la dune de Saint-Gonvel et phare du Four (ce dernier en Porspoder).
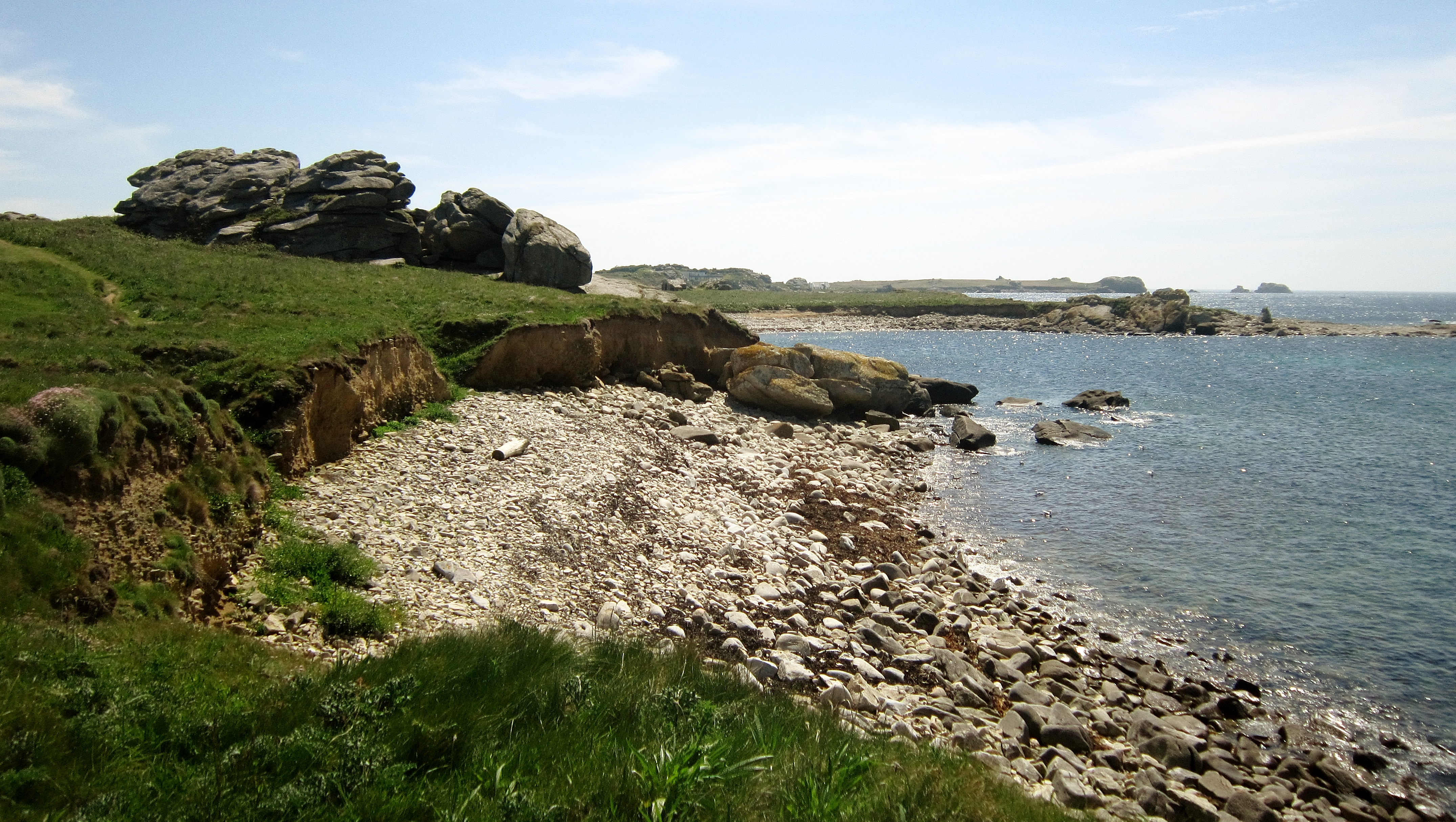
La pointe de Beg ar Garo vue depuis l'est ; à l'arrière-plan l'île d'Yoc'h.
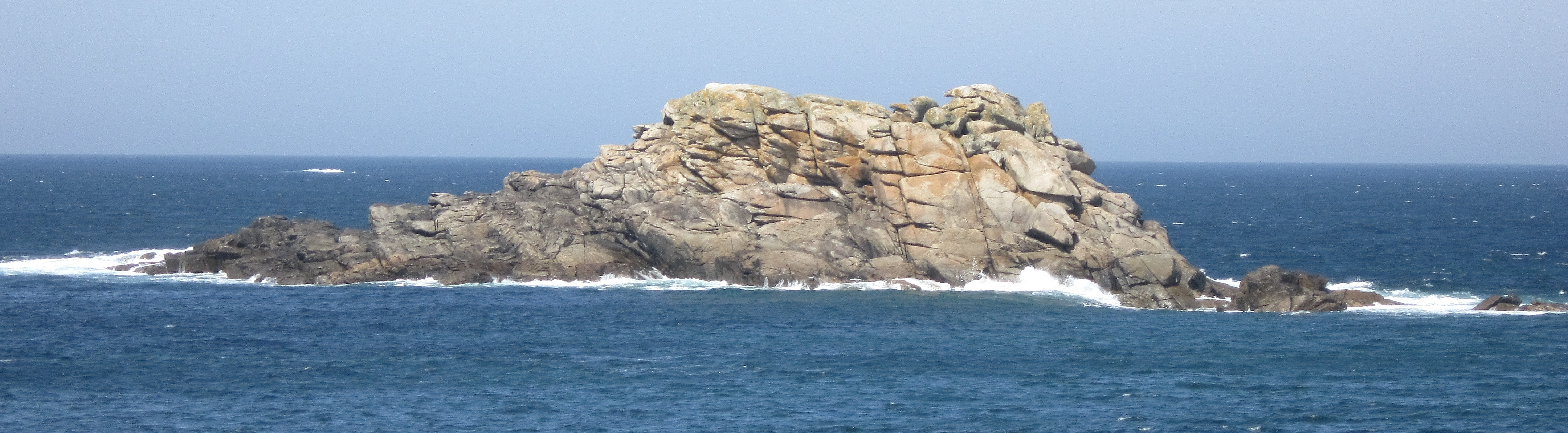
Îlot rocheux situé dans la Baie de Saint-Gonvel.
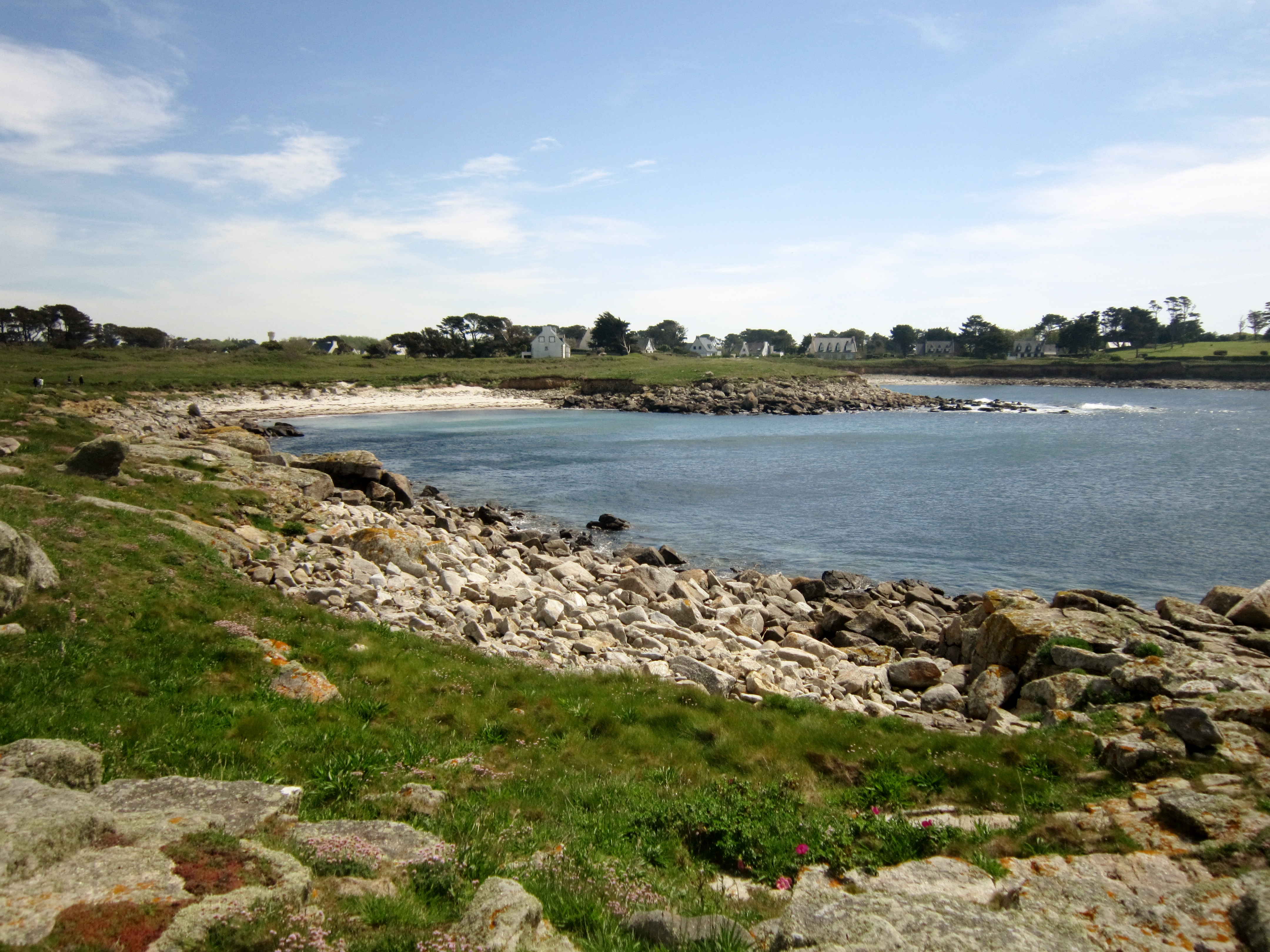
Les deux plages de la baie de Saint-Gonvel (Le Verlen).
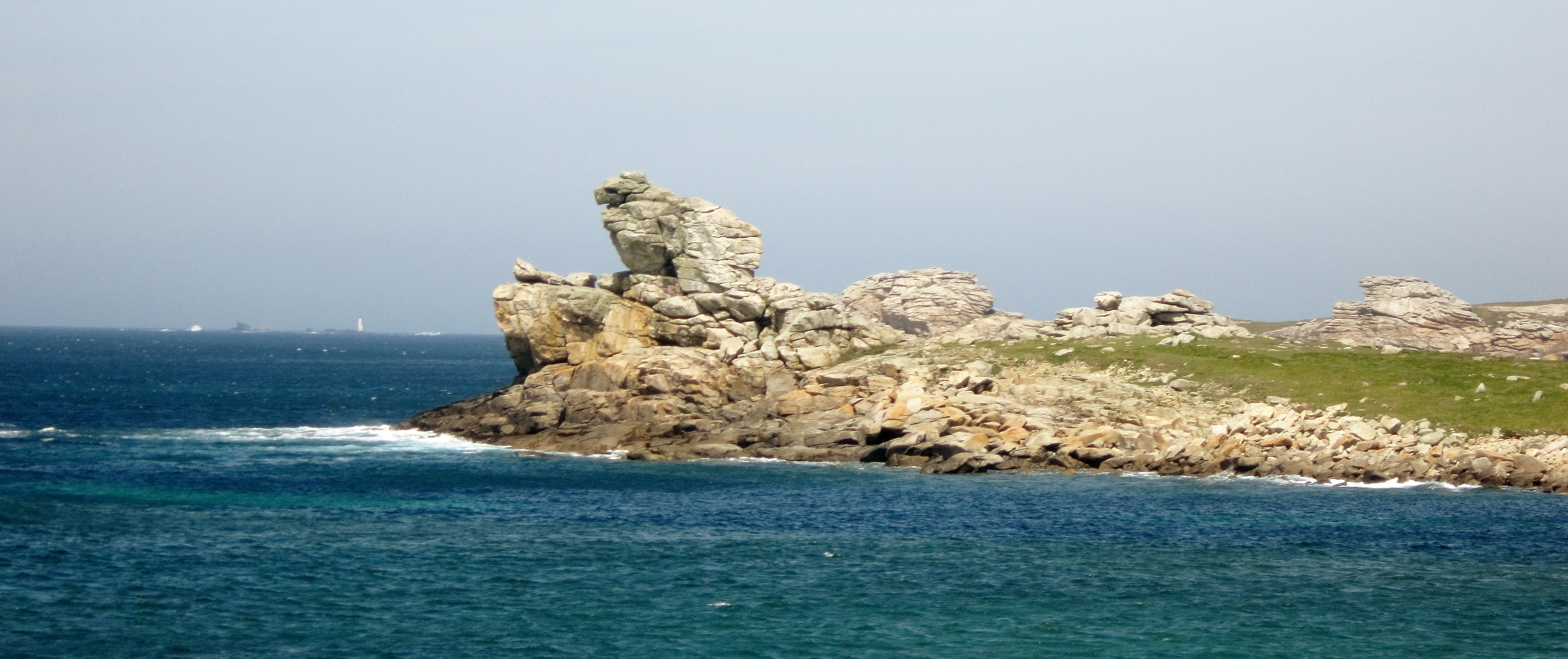
La pointe de Beg an Tour vue depuis la pointe de Beg ar Garo.
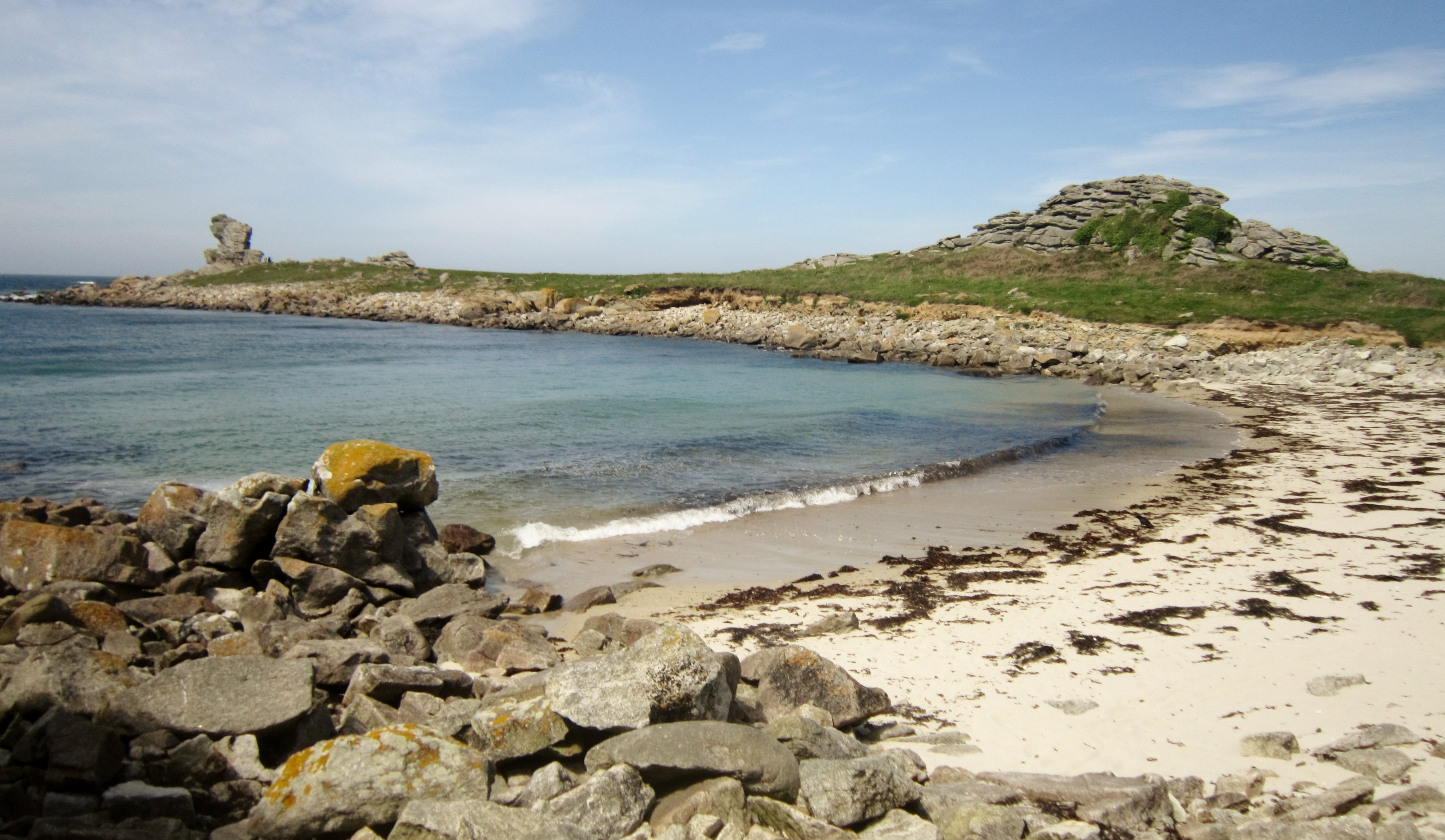
Les rochers de la pointe de Beg an Tour vus depuis la plage du Verlen.
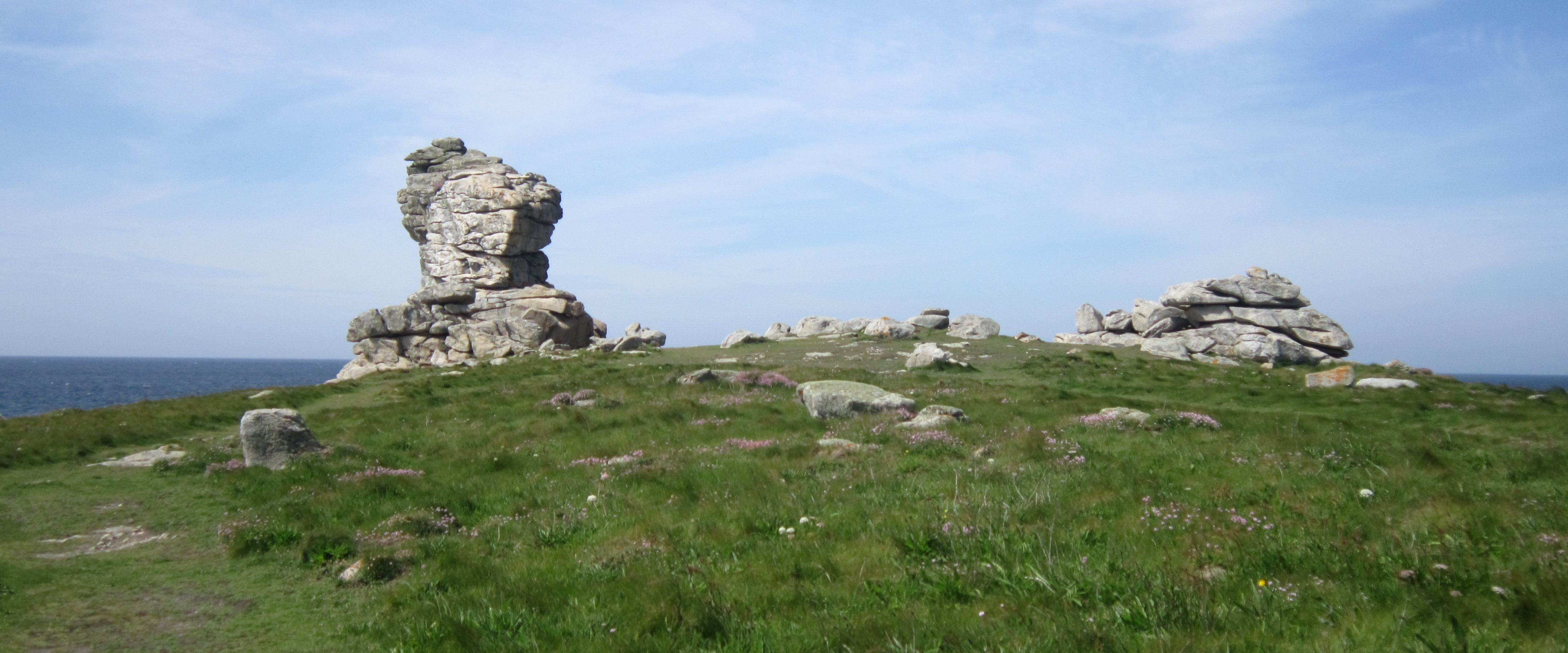
Presqu'île de Saint-Gonvel : le rocher de Beg an Tour.
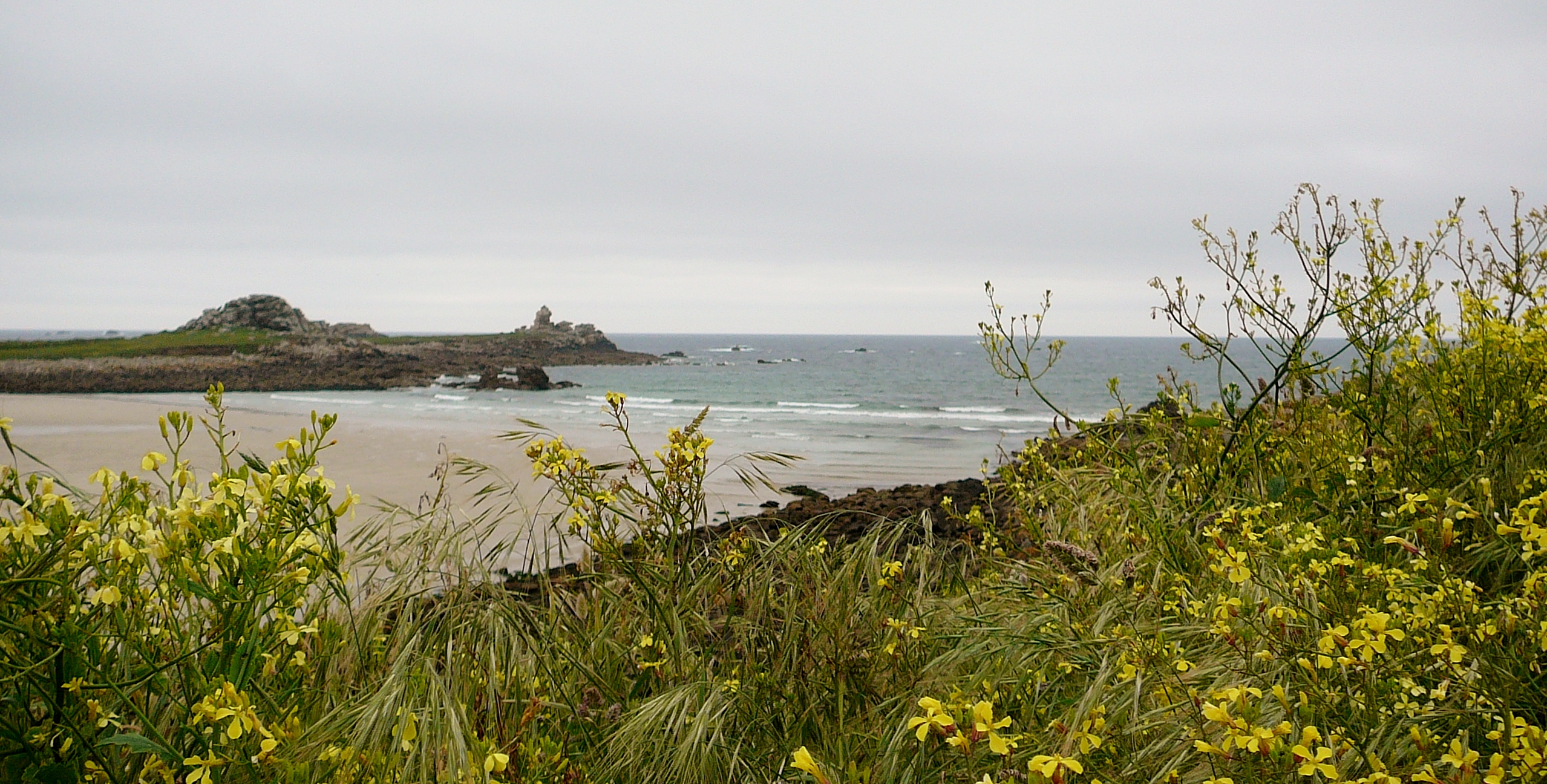
L'anse de Penfoul et, à l'arrière-plan, la pointe de Beg an Tour vus depuis le hameau de Penfoul.

La Côte sauvage
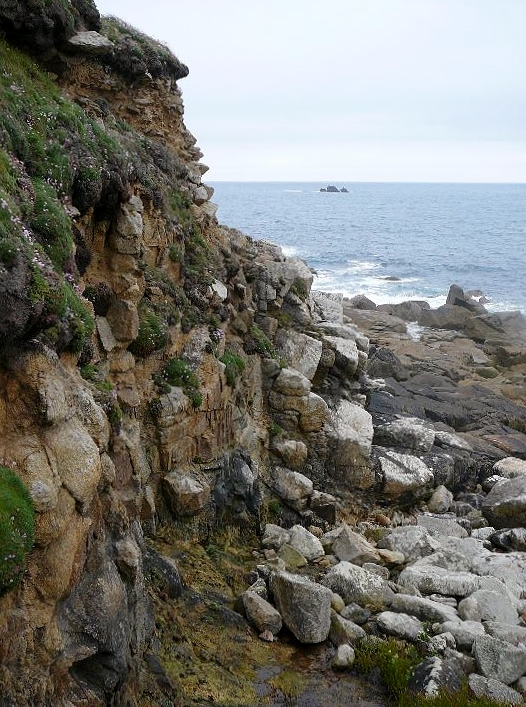
Côte sauvage : rochers près de la chapelle Saint-Samson.
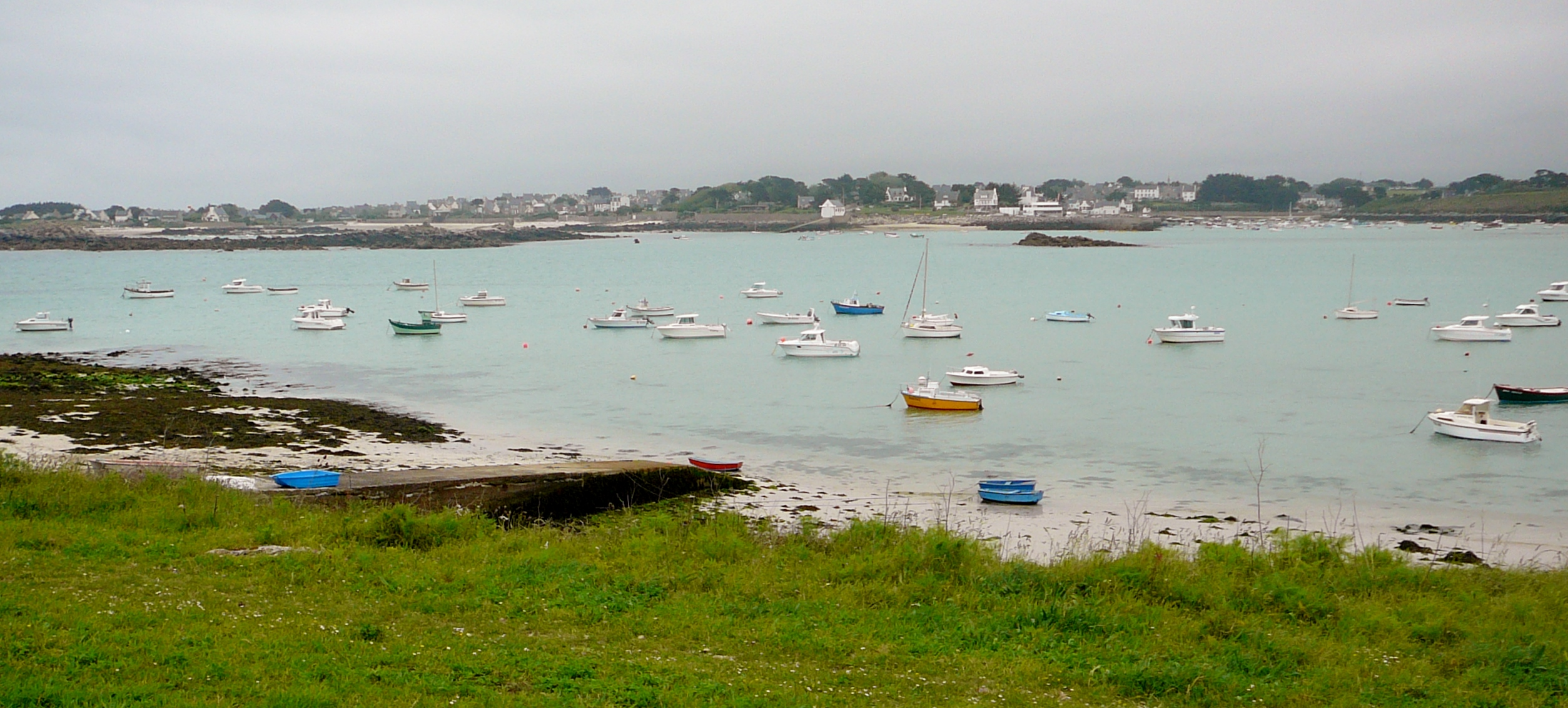
Côte sauvage : l'anse de Kersaint et, à l'arrière-plan, Portsall.

### Géologie
La migmatite affleure dans la majeure partie du territoire communal, et notamment tour le long de son littoral ; la partie sud-est de la commune voit affleurer du granite dit de Ploudalmézeau.

### Transports
La commune est desservie principalement par la route départementale no 27, parallèle au littoral entre Portsall et Lanildut et par la D 68 qui depuis Brest et Saint-Renan va jusqu'à Argenton ; le bourg de Landunvez n'est desservi que par des routes secondaires. La route la plus connue est la route touristique qui longe la Côte Sauvage depuis l'anse de Penfoul jusqu'à Portsall (D 127).
Le littoral est longé par le GR 34 et un autre chemin de randonnée pédestre (dit de « petite randonnée ») utilise le tracé de l'ancienne voie ferrée allant de Portsall à Porspoder, passant notamment par Kersaint et le bourg de Landunvez.

### Habitat
Le bourg est situé à une certaine distance de la côte, sur un plateau : c'est là une caractéristique commune à de nombreuses communes littorales bretonnes (par exemple à Plouguerneau, Ploudalmézeau, Plouarzel, Ploumoguer, etc.), les premiers immigrants bretons fixèrent le centre de leurs plous à l'intérieur des terres, probablement par crainte des pirates saxons.

### Hydrographie
Pour un article plus général, voir Réseau hydrographique du Finistère.
La commune est située dans le bassin Loire-Bretagne. Elle est drainée par divers petits cours d'eau,.

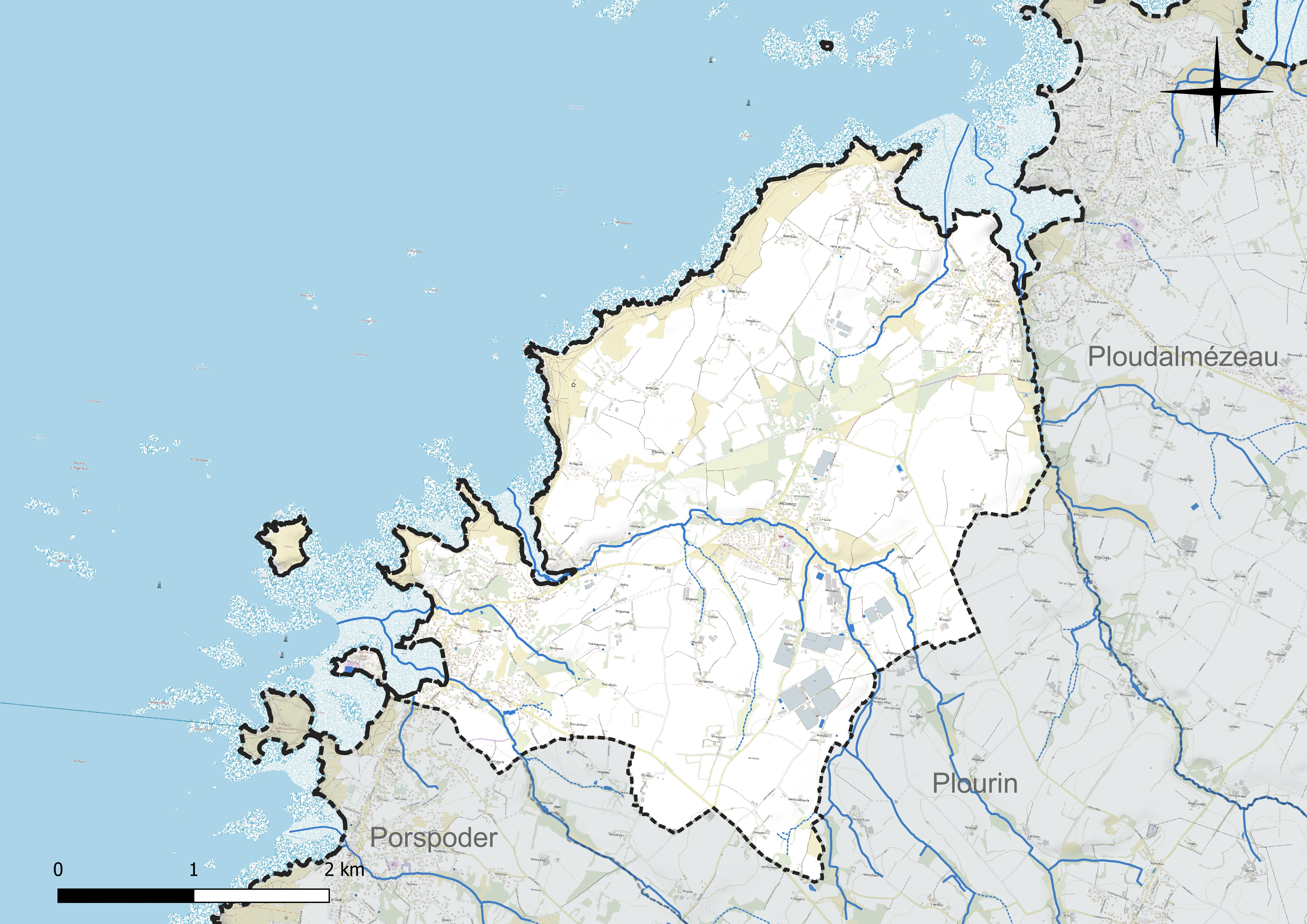
Réseau hydrographique de Landunvez.

### Climat
Pour des articles plus généraux, voir Climat de la Bretagne et Climat du Finistère.
En 2010, le climat de la commune est de type climat océanique franc, selon une étude du CNRS s'appuyant sur une série de données couvrant la période 1971-2000. En 2020, Météo-France publie une typologie des climats de la France métropolitaine dans laquelle la commune est exposée à un climat océanique et est dans la région climatique  Finistère nord, caractérisée par une pluviométrie élevée, des températures douces en hiver (6 °C), fraîches en été et des vents forts. Parallèlement l'observatoire de l'environnement en Bretagne publie en 2020 un zonage climatique de la région Bretagne, s'appuyant sur des données de Météo-France de 2009. La commune est, selon ce zonage, dans la zone « Littoral », exposée à un climat venté, avec des étés frais mais doux en hiver et des pluies moyennes.  
Pour la période 1971-2000, la température annuelle moyenne est de 11,7 °C, avec  une amplitude thermique annuelle de 9 °C. Le cumul annuel moyen de précipitations est de 896 mm, avec 15,8 jours de précipitations en janvier et 7 jours en juillet. Pour la période 1991-2020, la température moyenne annuelle observée sur la station météorologique la plus proche, située sur la commune de Ploudalmézeau à 5 km à vol d'oiseau, est de 12,1 °C et le cumul annuel moyen de précipitations est de 997,1 mm,. Pour l'avenir, les paramètres climatiques de la commune estimés pour 2050 selon différents scénarios d'émission de gaz à effet de serre sont consultables sur un site dédié publié par Météo-France en novembre 2022.

## Urbanisme

### Typologie
Au 1er janvier 2024, Landunvez est catégorisée commune rurale à habitat dispersé, selon la nouvelle grille communale de densité à 7 niveaux définie par l'Insee en 2022.
Elle appartient à l'unité urbaine de Porspoder, une agglomération intra-départementale dont elle est ville-centre,. Par ailleurs la commune fait partie de l'aire d'attraction de Brest, dont elle est une commune de la couronne,. Cette aire, qui regroupe 68 communes, est catégorisée dans les aires de 200 000 à moins de 700 000 habitants,.
La commune, bordée par la Manche, est également une commune littorale au sens de la loi du 3 janvier 1986, dite loi littoral. Des dispositions spécifiques d'urbanisme s'y appliquent dès lors afin de préserver les espaces naturels, les sites, les paysages et l'équilibre écologique du littoral, tel le principe d'inconstructibilité, en dehors des espaces urbanisés, sur la bande littorale des 100 mètres, ou plus si le plan local d'urbanisme le prévoit.

### Occupation des sols
L'occupation des sols de la commune, telle qu'elle ressort de la base de données européenne d'occupation biophysique des sols Corine Land Cover (CLC), est marquée par l'importance des territoires agricoles (78,3 % en 2018), une proportion sensiblement équivalente à celle de 1990 (79,1 %). La répartition détaillée en 2018 est la suivante : zones agricoles hétérogènes (66,1 %), zones urbanisées (13,3 %), terres arables (10 %), milieux à végétation arbustive et/ou herbacée (5,9 %), prairies (2,2 %), zones humides côtières (2 %), espaces verts artificialisés, non agricoles (0,5 %). L'évolution de l'occupation des sols de la commune et de ses infrastructures peut être observée sur les différentes représentations cartographiques du territoire : la carte de Cassini (XVIIIe siècle), la carte d'état-major (1820-1866) et les cartes ou photos aériennes de l'IGN pour la période actuelle (1950 à aujourd'hui).

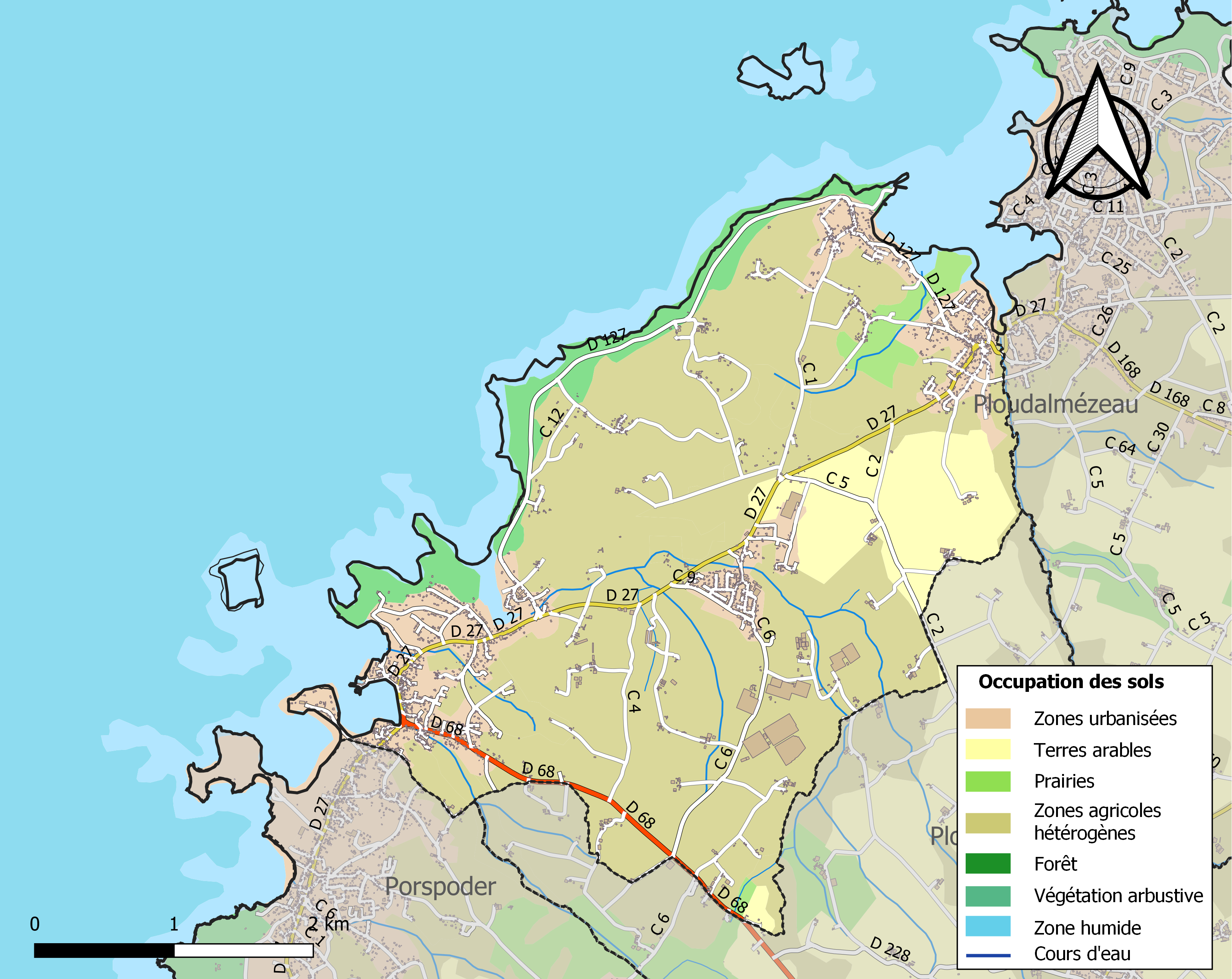
Carte des infrastructures et de l'occupation des sols de la commune en 2018 (CLC).

## Toponymie
Le nom de la localité est attesté sous les formes Tunmez en 1543 et Tunmete en 1546, Landunvez en 1685.
Landunvez vient de lann (ermitage en breton) et de sainte Tunvez ou Dunvez, connue aussi sous le nom de sainte Thumette.

## Histoire

### Préhistoire et Antiquité

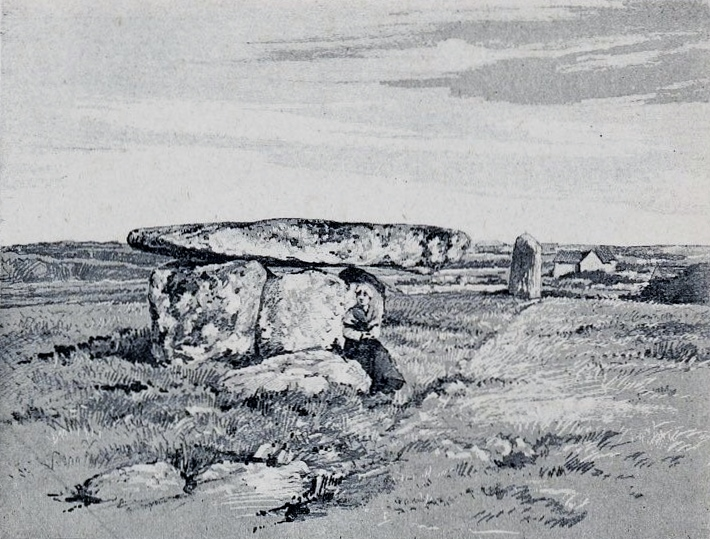
Le dolmen d'Argenton (dessin de A. Karl publié en 1893-1894).

L'inventaire des monuments mégalithiques de la commune, effectué par Paul du Chatellier au XIXe siècle, est dense : il cite un dolmen dénommé en breton Men-Milliguet (« Pierre maudite »), qui se trouve près de la chapelle Saint-Gonvel; une allée couverte, dite Guiliny, en partie détruite, à 800 mètres au nord-est de la chapelle de Kersaint (sur le sommet d'un promontoire rocheux bordant l'anse de Portsall) ; un menhir de 5,60 mètres de haut dans un champ dénommé Méjou-ar-Menhir ; un menhir renversé au village de Kergastel ; deux menhirs, dont un de 2,20 mètres de hauteur, à Kerlaguen ; deux menhirs à Kereléoch ; sept menhirs alignés à Trémazan ; un menhir à Foshuel, un autre à 200 mètres du village de Penquer et un autre au nord de l'île de Penfoul. Il signale aussi des pierres renversées susceptibles d'avoir été des menhirs sur l'île d'Yock.
Deux tombes datant de l'Âge du bronze, fermées par d'énormes dalles mesurant 2,40 mètres de long et renfermant des cendres, des silex et des poteries furent fouillées en 1908 sur la côte de Landunvez.
Des fouilles archéologiques depuis 1987 ont démontré la présence humaine à l'Âge du fer et des structures funéraires datant du néolithique (4500 à 2000 av. J.-C.) sur l'île d'Iock, datant du temps où l'île était reliée à la côte.

### Moyen-Âge
Landunvez fut d'abord une trève de la paroisse de Plourin.
Le château de Trémazan est une importante forteresse médiévale, fief de la famille du Chastel.
Selon Jean-Baptiste Ogée on connaissait en 1430 à Landunvez le manoir de Beaudrez [en fait Beaudiez] (à Bernard le Beaudrez [en fait Bernard Le Baudiez]) ; Kerriou (à Guillaume de Kermeur) ; Kermorn (à Hervé de Kerlech) ; Tuoubuzen (à Hamon de Kermenou) ; la maison de Kerpaul (à Nicolas de Saint-Renan) ; Kerpaul (à Thomas du Châtel) ; le château de Kersulan.
La famille du Beaudiez figure entre 1443 et 1534 aux réformations et montres de la noblesse des paroisses de Landunvez, Plabennec et Plouvien. Le 7 décembre 1668, Renan du Beaudiez fut maintenu dans la noblesse « sur preuve de huit générations » par la Chambre de réformation de la noblesse de Bretagne.

### L'époque moderne

#### Landunvez auXVIIesiècleetXVIIIesiècle
« Les paysans de la paroisse, enrichis par la culture du lin et du blé, faisaient construire de tous côtés, pour leur usage personnel, de jolis manoirs en pierre de taille, sur le modèle de ceux des gentilshommes, avec cour d'honneur close de hauts murs, escaliers monumentaux en granit de l'Aber-Ildut, lits en chêne sculptés avec baldaquin, etc. ». La paroisse était alors divisée en trois cordelées : dans celle de la Montagne (Kordelat ar Menez) se trouvent encore plusieurs de ces gentilhommières (Kurullou, Landourzan, Kerc'houézel, Poullouarn); dans la cordelée d'Argenton celles du Berguet, Kerriou, Le Beaudiez, Creach-Gourio, Kerléo, Kervéon et La Tour, ainsi que le manoir noble de Tromenec (habité en 1685 par Marie de Quermenou, veuve de Guillaume Audren, sieur de Kerdrel et mère de Jean-Maur Audren de Kerdrel) ; dans la cordelée de Kersaint, outre le puissant château féodal de Trémazan, celles de Kerbriec, Kerguen, Kerazal, ar C'hastel-Bihan (elles appartenaient à des chanoines de la collégiale de Kersaint), Ty-ar-Belek-guen, etc..
Le port d'Argenton était alors en grande prospérité ; « les maîtres de barques, armant au long cours, faisaient commerce avec l'Angleterre, la Hollande, l'Espagne, d'où ils rapportaient vins, laines, épices et autres marchandises productrices de richesse et de bien-être ». En 1686 le port de Bordeaux enregistre l'arrivée de 69 barques en provenance du port d'Argenton et 40 en provenance de l'Aber Ildut.

En 1668, le prédicateur Julien Maunoir, à la demande de la duchesse de Cossé-Brissac, alors propriétaire du château de Trémazan, prêcha une mission à Landunvez. L'instruction demeurait toutefois peu répandue : pour les 40 baptêmes du registre paroissial de Landunvez en 1669, trois pères seulement savent signer et pour les 20 enterrements de cette même année on compte deux signatures seulement. Entre 1685 et 1717, date de sa mort, la paroisse subit l'autorité despotique de Guillaume Rannou, alors recteur de Landunvez ; ses prônes ont été conservés. L'existence d'une confrérie du Rosaire, érigée en 1653, y est mentionnée en 1687 : la chapelle de la confrérie se trouvait dans le transept gauche de l'église paroissiale et diverses tombes armoriées s'y trouvaient, dont celles des Audren de Kerdrel.

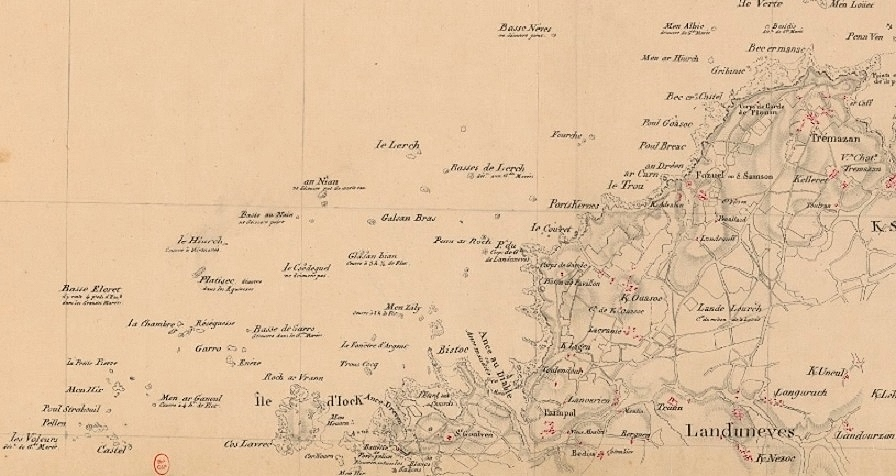
Carte de Landunvez et de son littoral à la fin du XVIIIe siècle

En 1759, une ordonnance de Louis XV ordonne à la paroisse de Landunvez de fournir 13 hommes et de payer 85 livres pour « la dépense annuelle de la garde-côte de Bretagne ».

#### La coupe et le ramassage dugoémon
Selon l'ordonnance de 1681, le ramassage du goémon est réservé aux habitants des communes littorales, mais cette règle était contournée, comme l'explique Antoine Favé : « Un étranger [à la paroisse], louant un lopin de terre à six livres l'an, devenant par là même riverain [de la mer] à Landunvez, y venant, pour la coupe, avec force chevaux et domestiques, et commettant l'injustice envers les habitants. »
Branellec, recteur de la paroisse de Landunvez, dans une lettre du 2 janvier 1775 adressée à l'évêque de Léon Jean-François de la Marche en réponse à son enquête sur la mendicité, écrit (l'orthographe de l'époque a été respectée) :

« Plusieurs particuliers des paroisses voisines manœuvres quelque pièce de terre dans la nôtre, et sous cette raison viennent à la couppe et emmènent le plus de personnes qu'ils peuvent pour les aider. Par là il arrive qu'un étranger qui n'a que 6 livres, 12 livres ou 24 livres de ferme en Landunvez, aura autant ou plus qu'un habitant une ferme de 300 livres ou 400 livres. Il est clair qu'il y a en cela une injustice parce que les terres de la côte sont beaucoup plus chères à cause du droit prohibitif que les cultivateurs y ont sur la couppe de goëmon. »

Le même curé Branellec écrit aussi, toujours à propos de la récolte du goémon :

« C'est à travers des groupes de rochers que l'on tire le goémon de notre côte, et on va presque au galop, ou pour gagner sur la marée, ou pour augmenter sa récolte. (...) La déclaration du 30 octobre 1772 qui en fixe la couppe au mois de janvier, février ou mars, rend ce grand don de la Providence presque inutile à nos Armoriquains et en voici les raisons : 1° parce qu'on ne peut en ce temps sécher le goémon qui se perd en deux ou trois jours si on ne le sèche. 2° parce que c'est le temps ou les Armoriquains disposent leurs terres à être ensemencées. (…) Ils ne peuvent donc être alors à la grève. 3° parce que le mois de mars qui est le seul où l'on puisse sécher est aussi le mois ou les juments poulinent. Or il n'y a dans toutes les Armoriques presque que des juments. Il faudrait donc atteler des juments qui ont nouvellement pouliné ou sur le point de le faire au risque de perdre et les mères et les fruits par un charroi aussi difficile que précipité. (...) Un autre inconvénient est que pendant ces trois mois la saison est si dure que les plus robustes ne peuvent qu'à peine en supporter la rigueur et par conséquent les médiocres ne la supporteraient qu'en s'exposant à des inconvénients aussi tristes qu'ils seroient communs par la nécessité qu'il y auroit pour eux de les encourir ou de manquer de goëmon et en conséquence de pain même, parce que le goëmon seul en donne aux trois-quarts des Armoriquains. »

#### Landunvez vers la fin duXVIIIesiècle
Jean-Baptiste Ogée décrit ainsi Landunvez en 1778 :

« Landunevez ; sur la côte; à 12 lieues un quart à l'ouest-sud-ouest de Saint-Pol-de-Léon, son évêché ; à 49 lieues un quart de Rennes et à 6 lieues un quart de Lesneven, sa subdélégation. Cette paroisse, où l'on compte 1 200 communiants ressortit au siège royal de Brest. La cure est présentée par l'Évêque. Son territoire, borné par la mer, est très excellent et exactement cultivé. »

### Révolution française
Selon Jacques Cambry, vers 1795, « les terres de Landunvez sont travaillées par les femmes. On ne s'y chauffe qu'avec de la bouse de vache et du goesmon » ; il ajoute que « le port d'Argenton peut recevoir des barques de 100 tonneaux, mais les seuls pilotes du pays peuvent guider dans ses passes si difficiles ».
Le 23 fructidor an II (8 septembre 1794) « trente-six vaisseaux ou frégates [anglais] ont paru à la hauteur d'Argenton. Sur le champ une compagnie de canonniers a été expédiée pour renforcer le poste, où il y avait déjà  un bataillon et deux compagnies de canonniers » écrivent les représentants à Brest et Lorient du Comité de salut public.

### LeXIXesiècle

#### Le droit de vaine pâture
Le droit de vaine pâture s'exerçait encore couramment au milieu du XIXe siècle :

« Les terrains communaux (...) sont livrés toute l'année au pâturage au profit des habitants des communes possédant ces communs, composés la plupart de dunes  et de marais peu susceptibles d'être cultivés ; c'est ce qu'on voit à Lampaul-Plouarzel, à Ploudalmézeau, à Porspoder, à Landunvez, à Rumengol, à Plabennec, à Plouvien, etc. Chacun y envoie son bétail quand et comme bon lui semble ; c'est là encore qu'on dépose et qu'on met à sécher les plantes marines. Seulement de temps en temps, les communes vendent tout ou partie des communs, qui disparaîtront insensiblement et accroîtront la masse des terrains cultivés. (...) Les landes, marais,et généralement tous terrains déclos et non cultivés sont encre soumis à la servitude de vaine pâture. (...) La cessation de l'indivision ne suffit point pour mettre fin à la vaine pâture, il faut encore qu'il y ait clôture des terres. »

#### Landunvez auXIXesiècle

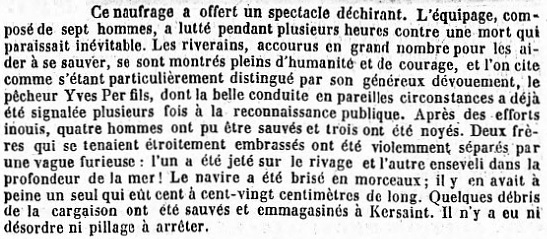
Le récit du naufrage du navire anglais Liffey le 4 février 1840 (journal La Presse du 13 février 1840).

Le 4 février 1840 le navire anglais Liffey, de 87 tonneaux, allant de Dublin à La Barbade, fut « jeté sur les rochers qui hérissent la côte de Landunvez » ; quatre hommes furent sauvés par les habitants et le journal La Presse précise qu'il n'y eut pas de pillage.
A. Marteville et P. Varin, continuateurs d'Ogée, décrivent ainsi Landunvez en 1843 :

« Landunvez (sous l'invocation de saint Gonvel, Gonwall et peut-être Gwennaël) ; commune formée de l'ancienne paroisse de ce nom ; aujourd'hui succursale. On dit que sainte Haude, sœur de saint Tanguy, est enterrée à Landunvez, et que son tombeau y est en grande vénération. Cette commune est enrichie par les engrais de mer : chaque année on y récolte plus de 2 000 mètres cubes de warech [varech]. Les plantes sarclées y sont cultivées avec succès, et surtout la pomme de terre. Malheureusement ses habitants manquent de propreté, et les maladies psoriques [maladies de peau] y sont fréquentes. Le bois est fort rare, et l'orme est pour ainsi dire le seul arbre qui vienne bien ; aussi presque tous les fermiers se chauffent-ils avec quelques tourbes que fournit le pays, avec des mottes de landes, ou bien encore avec du warech desséché. La pêche est la seule industrie. Vis-à-vis de Landunvez est un rocher nommé le Four ; ce rocher, que les eaux ne couvrent jamais, s'élève de 60 à 70 mètres au-dessus des plus hautes marées ; on le regarde comme le point de séparation entre la Manche et l'Océan. (...). Il y a foire à Landunvez le 22 décembre. Géologie : constitution granitique. On parle le breton. »

Yves Cleach, cultivateur à Plourin, mais qui possédait des terres en Landunvez, fut poursuivi pour « avoir coupé et enlevé sans droit, du goëmon ou varech dans le territoire de la commune de Landunvez dans laquelle il ne réside pas » le 26 avril 1845 mais finalement acquitté par le tribunal de Brest, jugement ensuite confirmé par la Cour de cassation.
Une loi datée du 22 mai 1850 remania de manière importante les limites des communes de Plourin, Landunvez, Lanrivoaré, Lanildut et Brélès afin de mettre fin à un découpage très complexe issu des paroisses d'Ancien Régime.
En 1850, Marie Brigitte Gourvennec, domiciliée à Landunvez, reçut le prix Monthyon « pour actes de vertu », décerné par l'Académie française.
François Quéré, cultivateur à Tour-an-Arvor en Landunvez, reçut en 1859 le premier prix (« une grande médaille d'honneur en argent à l'effigie de Sa Majesté l'Empereur ») au concours agricole de l'arrondissement de Brest.
Le 12 novembre 1863 une goélette sombra corps et biens à deux milles de la côte de Landunvez ; en raison d'une planche trouvée à la pointe de Kerhoazoc [pointe de Landunvez] et qui portait ce nom, on supposa qu'il s'agissait de l'Éléonore-Augustin, de Cherbourg.
En 1873, un rapport sur la situation sanitaire du département du Finistère indique que cette année-là les affections typhiques ont été plus rares et qu'« elles ne se sont guère montrées qu'à Ploudalmézeau, Landunvez et l'Aber-Ildut ».
L'église paroissiale de Landunvez est reconstruite en 1873. En septembre 1879, le conseil municipal de Landunvez proteste contre la nomination d'une institutrice laïque « malgré le vœu de la population et les votes formels de la municipalité ».
Benjamin Girard décrit ainsi Landunvez en 1889 :

« Située sur le littoral, entre Ploudalmézeau et Porspoder, la commune de Landunvez est traversée par la route départementale n°6. L'église paroissiale date du siècle dernier. On remarque dans cette commune la chapelle de Kersaint, qui est une ancienne collégiale du XVe siècle. Près de cette chapelle, et sur les bords de l'anse de Portsal [Portsall], on voit les ruines considérables du château de Trémazan. Cette demeure féodale, qui consistait principalement en un donjon carré à quatre étages, haut de 30 mètres, avec escalier pratiqué dans l'intérieur des murs, avait été élevé, au XIIIe siècle, sur l'emplacement d'un château beaucoup plus ancien, que les traditions et les légendes font remonter aux premiers temps du christianisme. ».

En 1897, une polémique éclata à Landunvez à propos de l'attitude du recteur de Landunvez à qui des opposants reprochèrent d'avoir tenu en chaire des propos en faveur de l'abbé Gayraud, alors candidat aux élections législatives dans la troisième circonscription de Brest (il fut d'ailleurs élu député) et hostiles au comte de Blois, candidat royaliste, un de ses concurrents.

#### Argenton auXIXesiècle

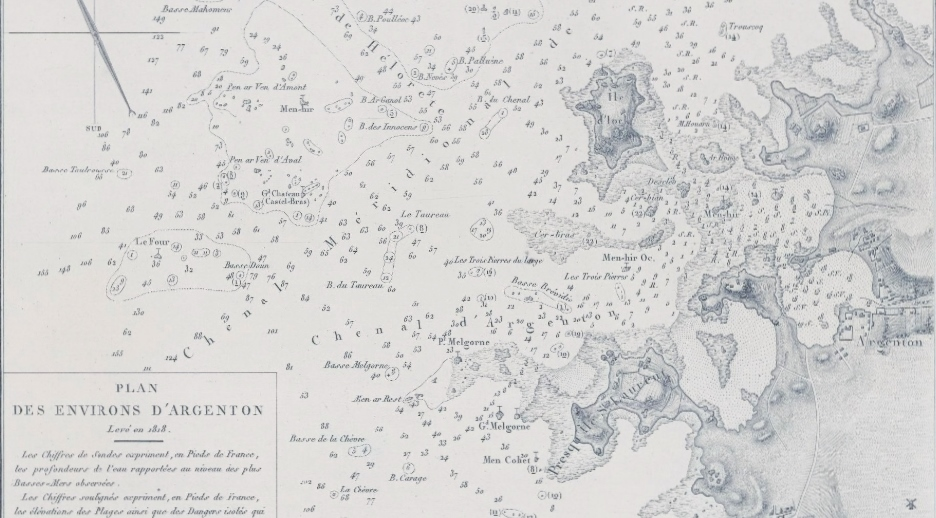
Plan des environs d'Argenton publié en 1818.

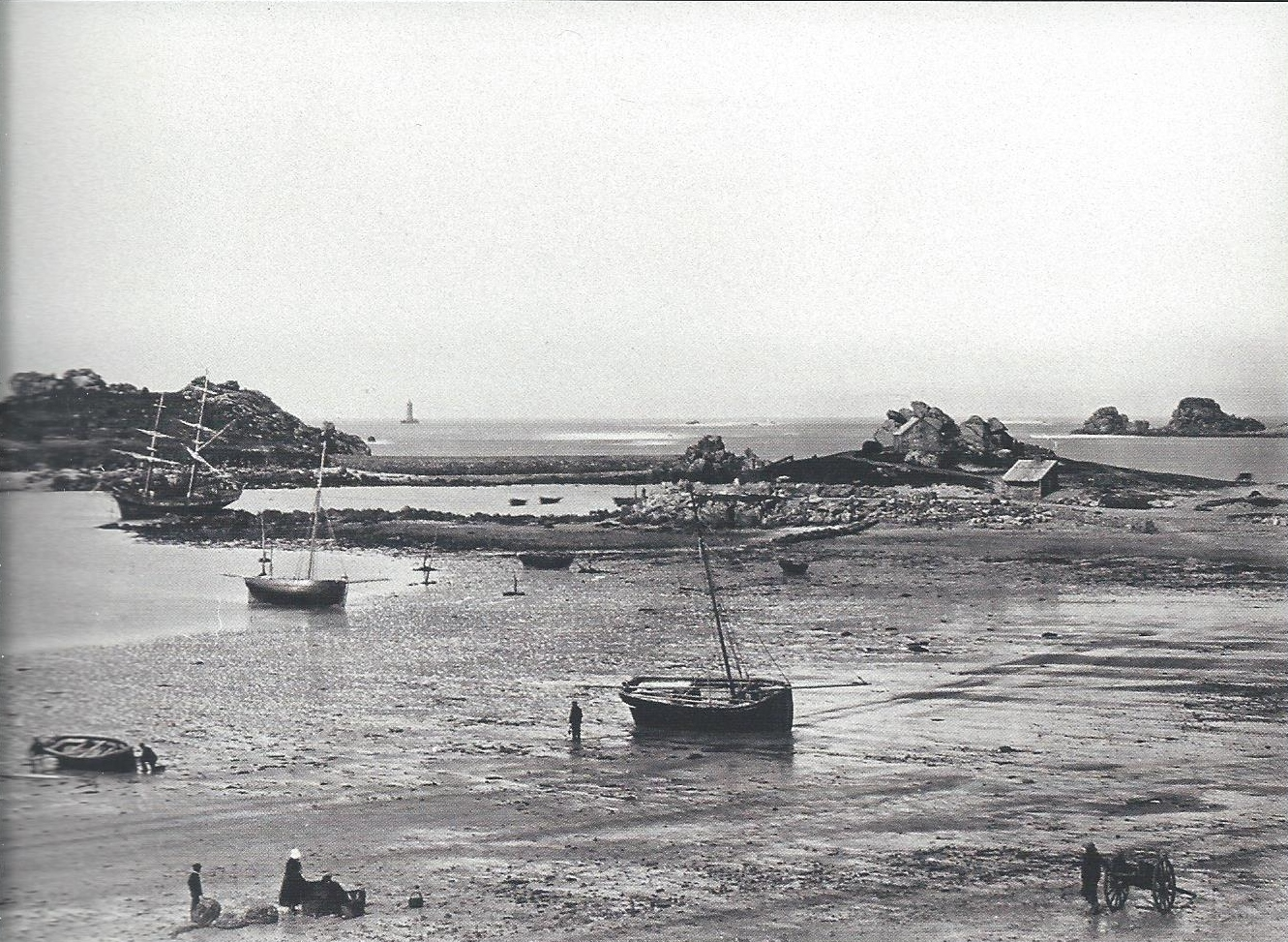
Le port d'Argenton et le phare du Four en 1873 (photo Jules Duclos).

Benjamin Girard décrit ainsi Argenton en 1889 :

« À l'autre extrémité de la commune [de Landunvez] se trouve le port d'Argenton, formé par une anse bien close, comprise entre l'île Dolvez et le village d'Argenton. Au nord-ouest du port, entre l'île d'Yock et le continent, se trouve une autre anse, dite rade d'Argenton. La rade et le port communiquent par une passe unique entre l'extrémité nord de la presqu'île Dolvez et la pointe d'Argenton. Le port assèche à chaque marée ; il est bien fermé et abrité de tous les vents ; le fond, formé de vase et de sable, permet un bon échouage ; la tenue y est bonne. C'est un excellent port de relâche, mais la sortie n'en est facile que par des vents de sud ou de sud-est, et le ressac y est assez fort. Une digue à pierres sèches, de 75 mètres de longueur sur 4 mètres de largeur, orientée du sud au nord, défend l'entrée de ce port, qui ne possède qu'une cale de 45 mètres de longueur, accessible seulement pour les embarcations. Un poste électro-sémaphorique est établi à peu de distance, au nord du port, sur la pointe de Landunvez. Le port d'Argenton n'est fréquenté que par un petit nombre de navires, de tonnage restreint, qui y apportent divers approvisionnements pour les localités voisines. La fabrication de la soude et la pêche sont les seules industries du pays. ».

En août 1895, une nouvelle station de sauvetage maritime est inaugurée à Argenton dans la presqu'île Dolvez où est édifiée la maison-abri, grâce à la générosité d'une dame russe restée anonyme, raison pour laquelle le canot de sauvetage fut appelé Marie-Russe. Ce bateau de sauvetage effectua notamment une sortie le 20 janvier 1900 pour se porter au secours de l'Édouard, de Redon (mais son équipage avait déjà été recueilli par un autre bateau se trouvant à proximité) et une autre le 13 mai 1900 pour le sauvetage de deux bateaux de pêche en détresse, le Félicité et le Trois-Frères, sauvant leurs quatre hommes à bord. En février 1900, un navire de commerce, la Jeanne-Fernande se brisa sur les rochers de Saint-Samson lors d'une tempête ; deux de ses hommes d'équipage disparurent dans les flots.
En juillet 1896 le corps d'un naufragé du Drummond Castle, retrouvé sur la côte de Landunvez, fut inhumé dans le cimetière de la commune.

### LeXXesiècle

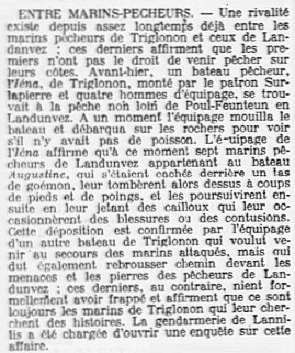
Une rixe entre pêcheurs de Landunvez et de Tréglonou en 1911.

#### La Belle Époque
En 1902 Gustave Geffroy décrit Argenton : « Le petit port, défendu par de formidables rochers, est bien arrondi, entouré de maisons ».

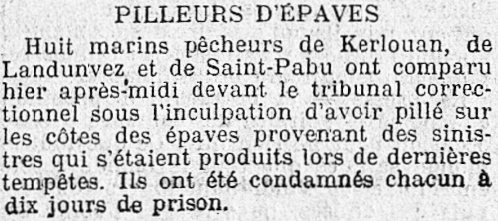
Pilleurs d'épaves condamnés en 1910 (journal L'Univers).

Le journal Le XIXe siècle évoque en janvier 1903 « la grande misère des pêcheurs d'Argenton, de Porspoder et de Laber » et l'envoi d'une délégation à Paris pour demander des secours.
Les biens qui appartenaient à la fabrique de la paroisse de Landunvez, qui étaient placés sous séquestre depuis la querelle des inventaires, furent vendus par l'État en octobre 1911.
En décembre 1911, le guetteur du sémaphore de Landunvez signale le naufrage du vapeur belge Flandre, qui allait de Newcastle à Bayonne, à trois milles au large. Un autre vapeur qui se trouvait à proximité, ainsi que le bateau de sauvetage d'Argenton, portèrent secours à l'équipage, débarqué sain et sauf à Argenton.
Un service de téléphone et de télégramme ouvre dans la commune de Landunvez le 1er septembre 1912.
Le 22 septembre 1912, un ballon dirigeable, le Belgica II, monté par deux aéronautes belges, atterrit sur les dunes de Landunvez.

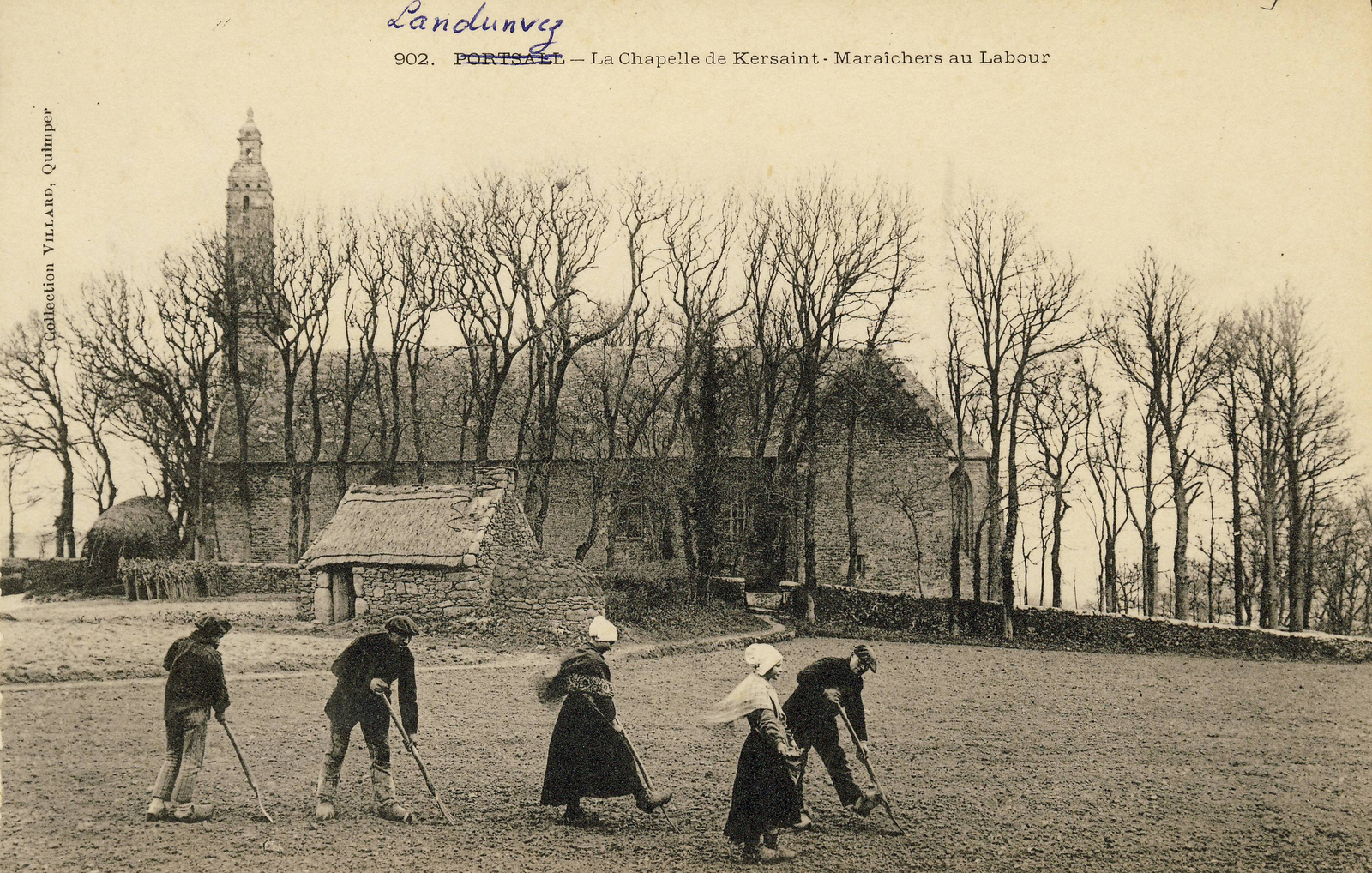
Maraîchers au travail près de la chapelle de Kersaint au début du XXe siècle (carte postale Villard).

#### LaPremière Guerre mondiale

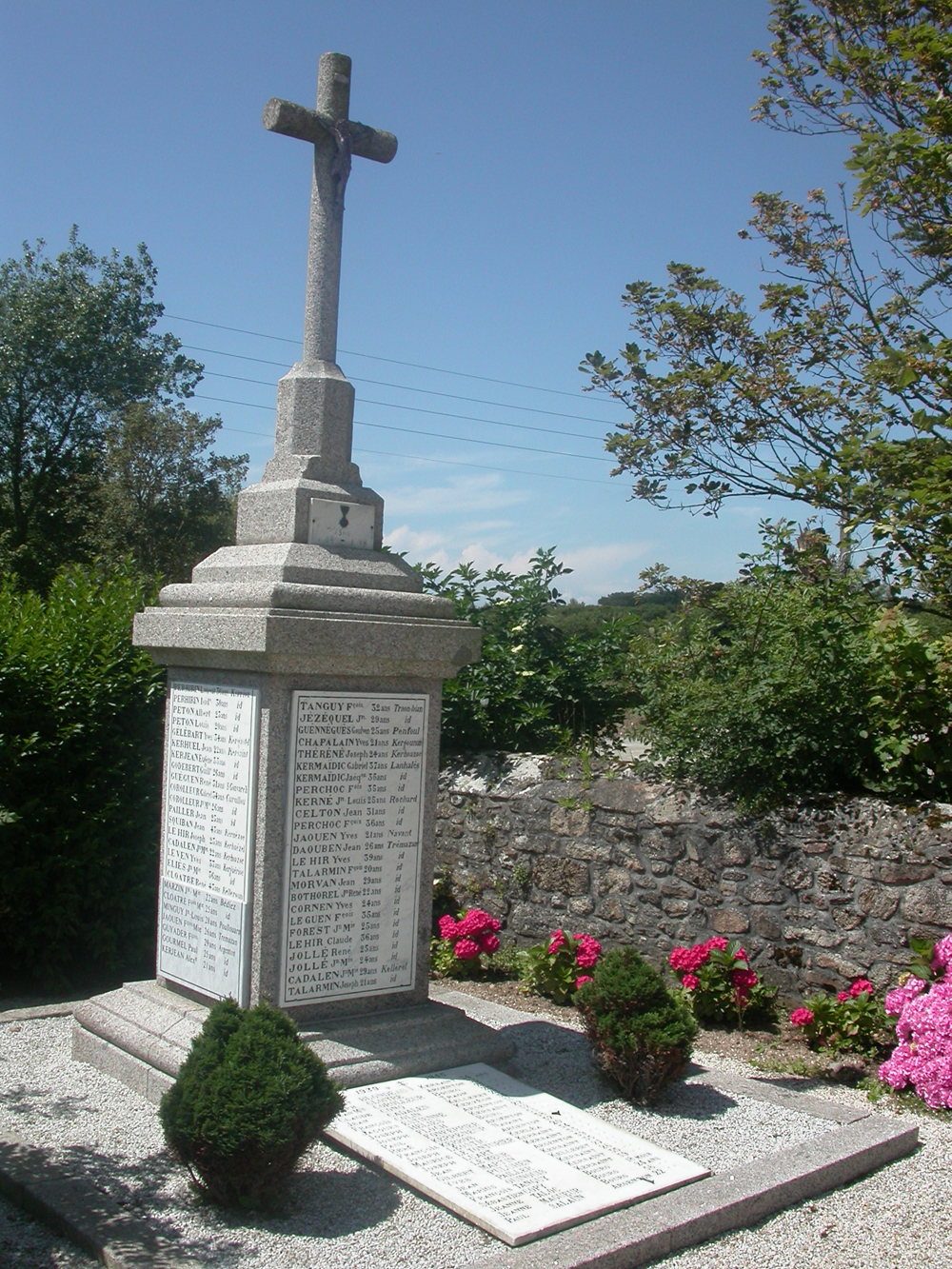
Le monument aux morts de Landunvez.

Le monument aux morts de Landunvez porte les noms de 71 soldats et marins morts pour la France pendant la Première Guerre mondiale.
Le 22 octobre 1917 un hydravion en avarie dans l'anse de Porspoder fut secouru par l'Henri-Munier, canot de sauvetage d'Argenton : les deux aviateurs à bord furent secourus et l'hydravion pris en remorque jusqu'au port d'Argenton. Le 27 février 1918 un autre hydravion en panne de moteur amerrit à proximité du sémaphore de Landunvez, les deux aviateurs parvenant à atteindre le rivage. Le canot de sauvetage Henri-Munier tenta en vain de prendre en remorque l'hydravion.

#### L'Entre-deux-guerres
Le patronage « Étoile Saint-Tanguy » est créé à Landunvez en 1919.
En 1924, M. de Trinchis de Lays, directeur de la Société maritime de Produits chimiques, obtint l'autorisation d'ouvrir à Argenton « une usine d'incinération de plantes marines, en vue d'obtenir des sels potassiques destinés à l'agriculture ».
Landunvez est ainsi décrit en 1930 : 

« C'est une [église] pauvre, petite et trapue, coiffée d'un curieux bonnet médiéval haut et pointu (...). Un mur épais ceinture l'humble cimetière qui s'abrite à sa base, lui donnant un aspect de forteresse (...). L'église landunvezienne s'élève heureusement loin de la grand'route goudronnée (...) ; elle ignore les fidèles "habillés comme les Parisiens", elle est bretonne cent pour cent. (...) Les dimanche d'été, elle brûle à plein feux. (...) À partir de six heures, des cars vieillots font la récolte des fidèles dans les fermes et jettent devant l'église une multitude enrubannée qui s'interpelle dans la langue gutturale des ancêtres. (...) Passé l'escalier aux marches usées qui conduit à l'autel, la foule pieuse, fidèle à son Dieu et à ses morts, farouchement traditionaliste, s'agenouille devant les tombes avant d'être aspirée par le porche étroit de l'église. Ah ! Qu'elles sont magnifiquement discrètes ces sépultures (...). Sur le sable gris, les croix de bois noir s'alignent avec des noms inscrits en blanc au-dessus d'une larme grossièrement peinte. Sur chaque tumulus, un brin de buis trempe dans l'eau bénite contenue dans un bol domestique. Tombes d'enfants naïvement parées de coquillages ; tombes de marins, tombes de soldats sublimes par leur simplicité. Les deux tiers de la population masculine du minuscule village ont été fauchés par la guerre [statistique exagérée]. Les noms de ces pauvres victimes (...) sont gravés sur le granite d'un monument sobre, heureusement privé d'allégories. (...). »

Le 2 septembre 1939, alerté par le guetteur du sémaphore de Landunvez du naufrage d'un bateau goémonier revenant des îles avec deux hommes et un cheval à bord, le canot de sauvetage Lieutenant-Pierre-Géruzes sortit en vain à leur recherche, mais ne parvint pas à retrouver les victimes.

#### La Seconde Guerre mondiale
Lors de la Seconde Guerre mondiale, le 26 mai 1944, des membres du kommando de Landerneau arrêtent à Argenton en Landunvez le colonel Paul Fonferrier, un des chefs de la résistance dans le nord du Finistère.

### LeXXIesiècle
Une foire aux chevaux et un pardon des chevaux ont été relancée à partir de 2010 à Landunvez ; ils avaient disparu depuis une centaine d'années et se déroulaient le jour du pardon de la Saint-Éloy au mois de juin. La foire aux chevaux a été abandonnée, mais le pardon est toujours organisé.

#### Problèmes écologiques
À partir de 2016, des riverains et des associations écologiques (notamment Eau et rivières de Bretagne) s'opposent à l'extension de l'élevage industriel de porcs Avel-Vor (qui produit plus de 26 000 porcs charcutiers par an), au motif de la protection du littoral et notamment du problème des marées vertes, la commune étant déjà classée en zone d'excédent structurel (pour le lisier), ; malgré une pétition ayant rassemblé plus de 2 500 signatures, cette extension avait été autorisée par le préfet du Finistère le 1er avril 2016 en dépit de l'avis défavorable du commissaire enquêteur. Le tribunal administratif de Rennes a annulé cette autorisation en mai 2019. Un collectif de citoyens et d'association a organisé une manifestation le 27 août 2022.

## Politique et administration
Landunvez fait partie de la communauté de communes du pays d'Iroise.

### Liste des maires

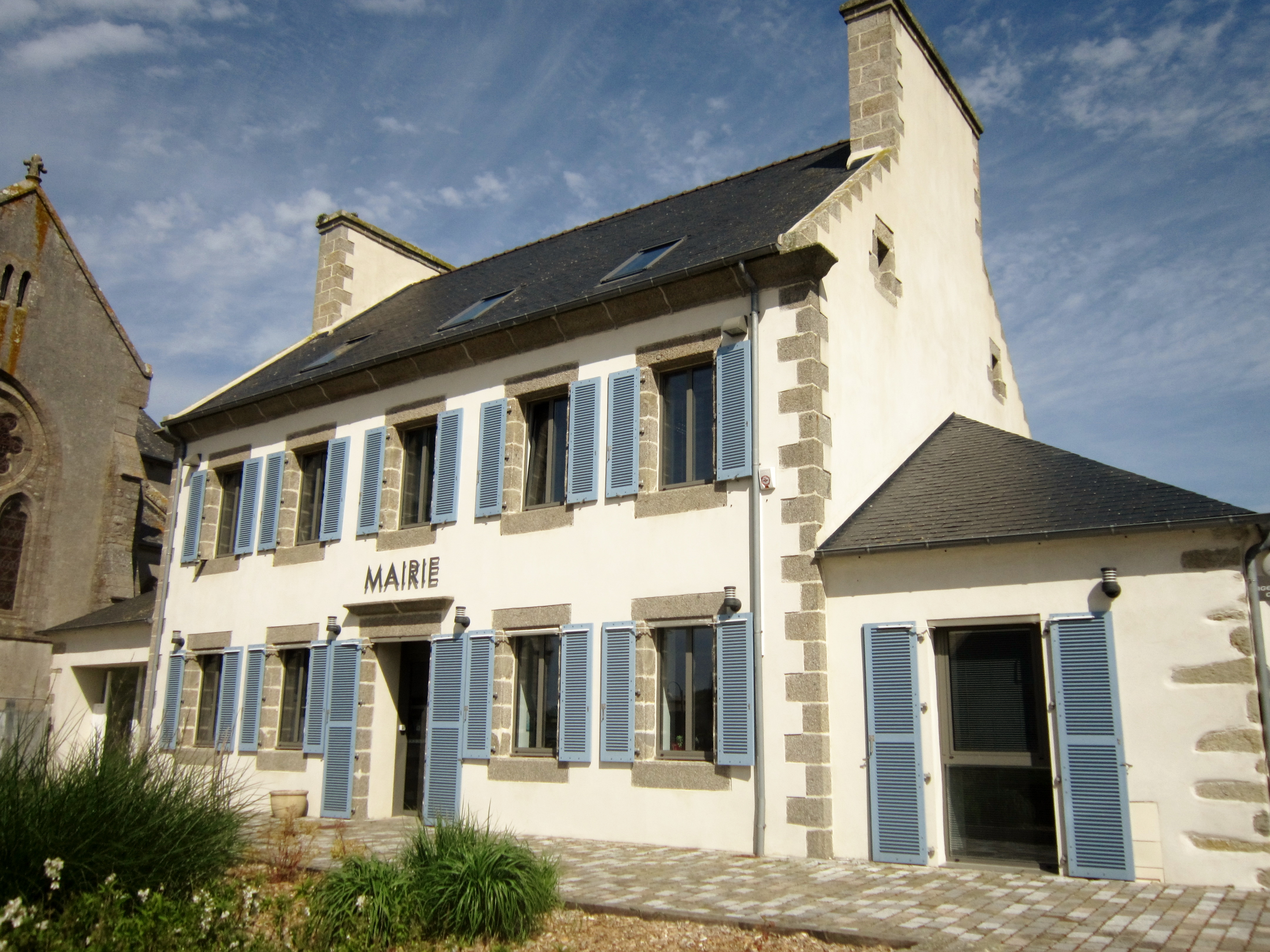
La mairie de Landunvez.

| Période       | Période  | Identité                | Étiquette | Qualité                                                |
| ------------- | -------- | ----------------------- | --------- | ------------------------------------------------------ |
| 1803          | 1807     | Maguer                  |           |                                                        |
| 1807          | 1809     | Sébastien Salaün        |           |                                                        |
| 1809          | 1815     | Yves Lamour             |           | Cultivateur.                                           |
| 1815          | 1821     | Goulven Poullaouec      |           | Menuisier                                              |
|               |          |                         |           |                                                        |
| 1826          | 1851     | Goulven Poullaouec      |           | Déjà maire entre 1815 et 1821.                         |
| 1853          | 1857     | Morel                   |           |                                                        |
| 1858          | 1870     | Hervé Lenvec            |           | Cultivateur et meunier.                                |
| 1870          | 1871     | Jean-Marie Brézel       |           | Brigadier des douanes en retraite.                     |
| 1871          | 1871     | Hamon Lannuzel          |           |                                                        |
| 1871          | 1872     | Yves Hélies             |           | Cultivateur.                                           |
| 1872          | 1873     | René Corolleur          |           | Cultivateur.                                           |
| 1873          | 1874     | Yves Pellen             |           |                                                        |
| 1874          | 1876     | Joseph Morel            |           |                                                        |
| 1876          | 1877     | Yves Hélies             |           | Cultivateur.                                           |
| 1877          | 1881     | François Per            |           |                                                        |
| 1881          | 1911     | François Marie Godebert |           | Cultivateur.                                           |
| 1911          | 1919     | Jean Morel              |           | Commerçant.                                            |
| Mai 1919      |          | Yves Keranvran          |           |                                                        |
| Décembre 1919 |          | Jean Marie Menguy       |           | Cultivateur.                                           |
|               |          |                         |           |                                                        |
| 1935          | 1942     | Jean-François Lenvec    |           |                                                        |
| Avril 1943    | Mai 1943 | Gabriel Trébaol         |           | Cultivateur.                                           |
| 1945          | 1952     | Jean Le Guellec         |           |                                                        |
| 1965          | 1971     | Charles Pavot           | RI        |                                                        |
| 1971          | 1989     | Yves Bertrand           |           | Ingénieur des mines. Chevalier de la Légion d'honneur. |
| 1989          | 1995     | Hélène Munck            |           |                                                        |
| 1995          | 2014     | Jean-Michel Bizien      |           |                                                        |
| 2014          | mai 2020 | Jean Héliès             | DVD       | Retraité de la Marine nationale                        |
| mai 2020      | En cours | Christophe Colin        |           |                                                        |

### Jumelage

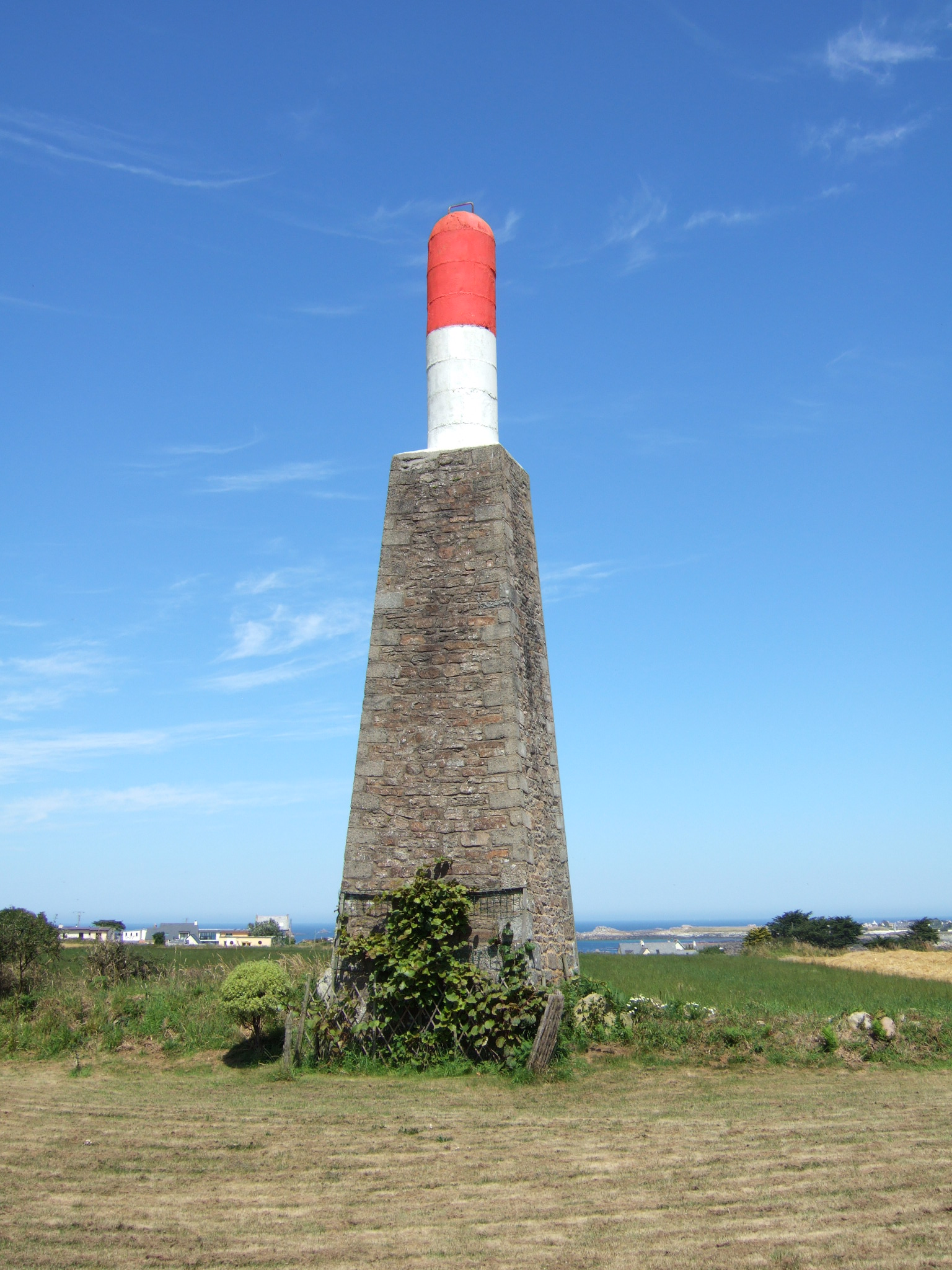
Amer de chenal de navigation à Landunvez.

- Bradninch (Royaume-Uni)

## Démographie
L'évolution du nombre d'habitants est connue à travers les recensements de la population effectués dans la commune depuis 1793. Pour les communes de moins de 10 000 habitants, une enquête de recensement portant sur toute la population est réalisée tous les cinq ans, les populations de référence des années intermédiaires étant quant à elles estimées par interpolation ou extrapolation. Pour la commune, le premier recensement exhaustif entrant dans le cadre du nouveau dispositif a été réalisé en 2007.
En 2022, la commune comptait 1 548 habitants, en évolution de +4,67 % par rapport à 2016 (Finistère : +2,16 %, France hors Mayotte : +2,11 %).
| 1793  | 1800  | 1806  | 1821  | 1831  | 1836  | 1841  | 1846  | 1851  |
| ----- | ----- | ----- | ----- | ----- | ----- | ----- | ----- | ----- |
| 1 419 | 1 595 | 1 630 | 1 515 | 1 555 | 1 620 | 1 580 | 1 651 | 1 821 |

| 1856  | 1861  | 1866  | 1872  | 1876  | 1881  | 1886  | 1891  | 1896  |
| ----- | ----- | ----- | ----- | ----- | ----- | ----- | ----- | ----- |
| 1 810 | 1 740 | 1 756 | 1 641 | 1 649 | 1 696 | 1 589 | 1 633 | 1 678 |

| 1901  | 1906  | 1911  | 1921  | 1926  | 1931  | 1936  | 1946  | 1954  |
| ----- | ----- | ----- | ----- | ----- | ----- | ----- | ----- | ----- |
| 1 671 | 1 748 | 1 894 | 1 710 | 1 903 | 1 944 | 1 879 | 2 013 | 1 778 |

| 1962  | 1968  | 1975  | 1982  | 1990  | 1999  | 2006  | 2007  | 2012  |
| ----- | ----- | ----- | ----- | ----- | ----- | ----- | ----- | ----- |
| 1 535 | 1 391 | 1 248 | 1 315 | 1 359 | 1 345 | 1 334 | 1 332 | 1 462 |

| 2017  | 2022  | - | - | - | - | - | - | - |
| ----- | ----- | - | - | - | - | - | - | - |
| 1 475 | 1 548 | - | - | - | - | - | - | - |

## Patrimoine et monuments

### Classés monuments historiques
- Château médiéval de Trémazan (XIIIe et XVe siècles) édifié dès 1256 par la famille du Chastel. Inscrit monument historique en 1926[80].

- Maison des chanoines à Kersaint (XVIe siècle), édifiée par les Du Chastel. Inscrit monument historique en 1987[81].
- Menhir de Saint-Gonvarc'h (ou Saint-Gonveld) classé monument historique en 1889[82],[83].
- Dolmen de Saint-Gonvel classé monument historique en 1883[84].

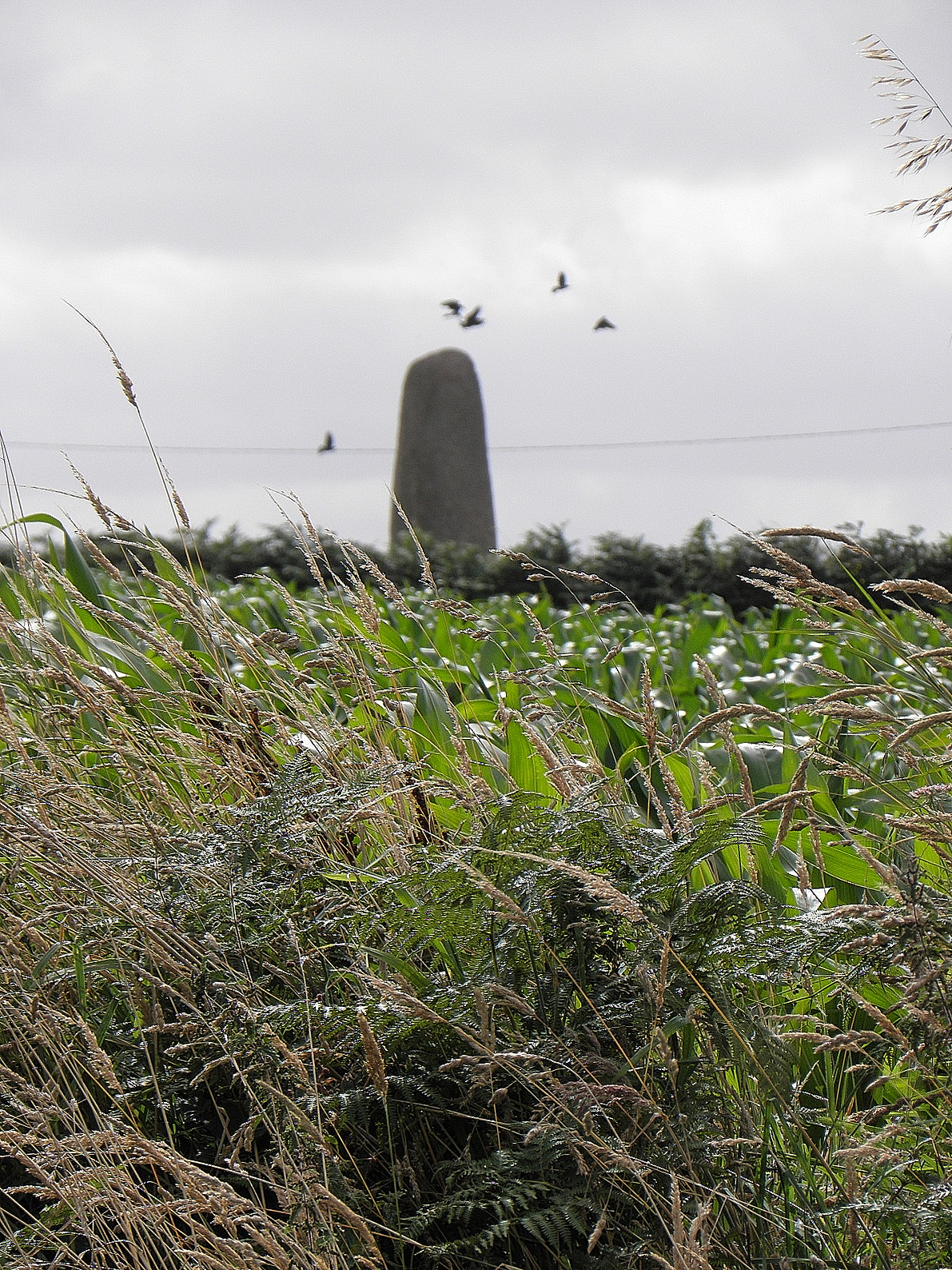
Menhir de Saint-Gonvac'h.
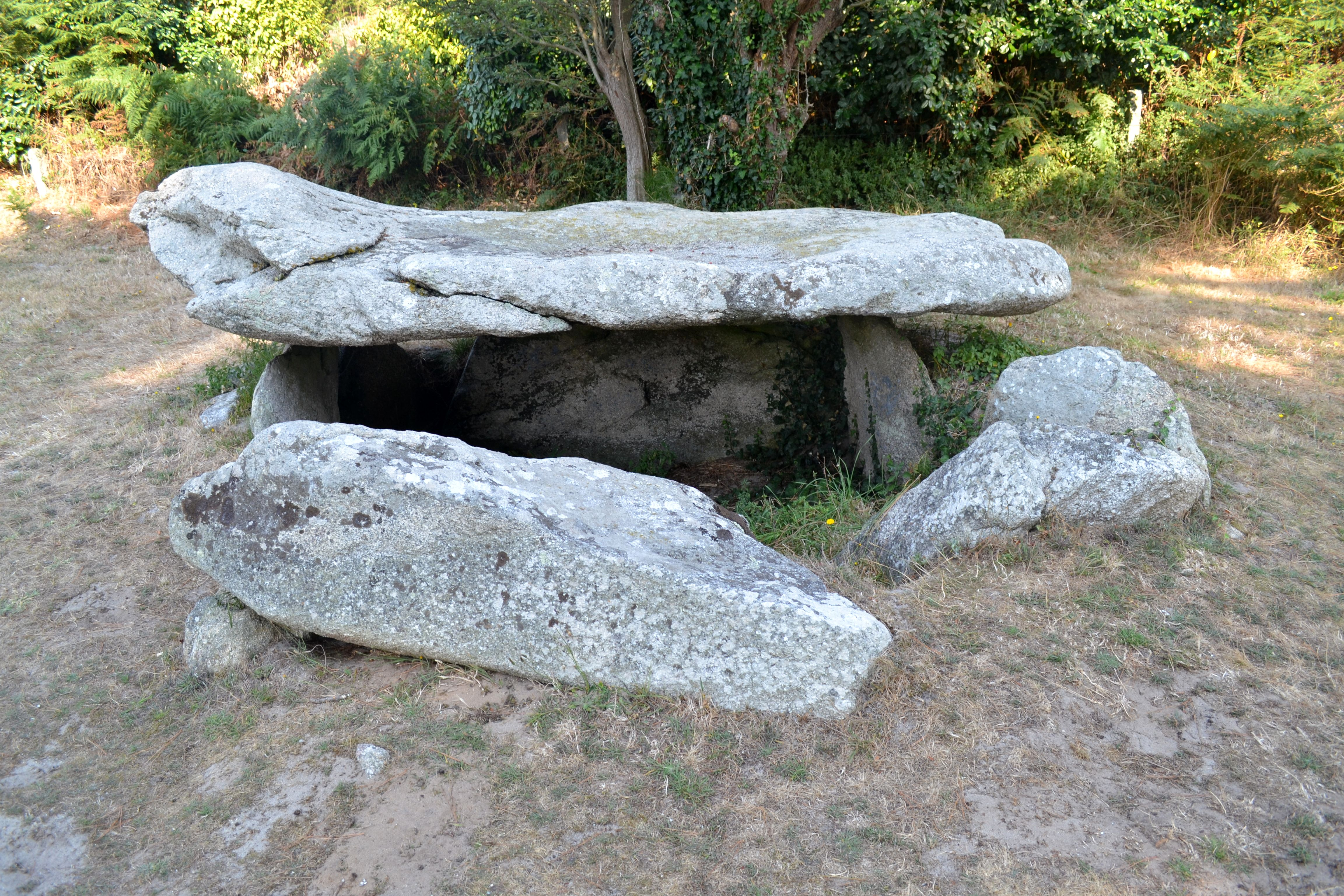
Dolmen de Saint-Gonvel.

### Autres

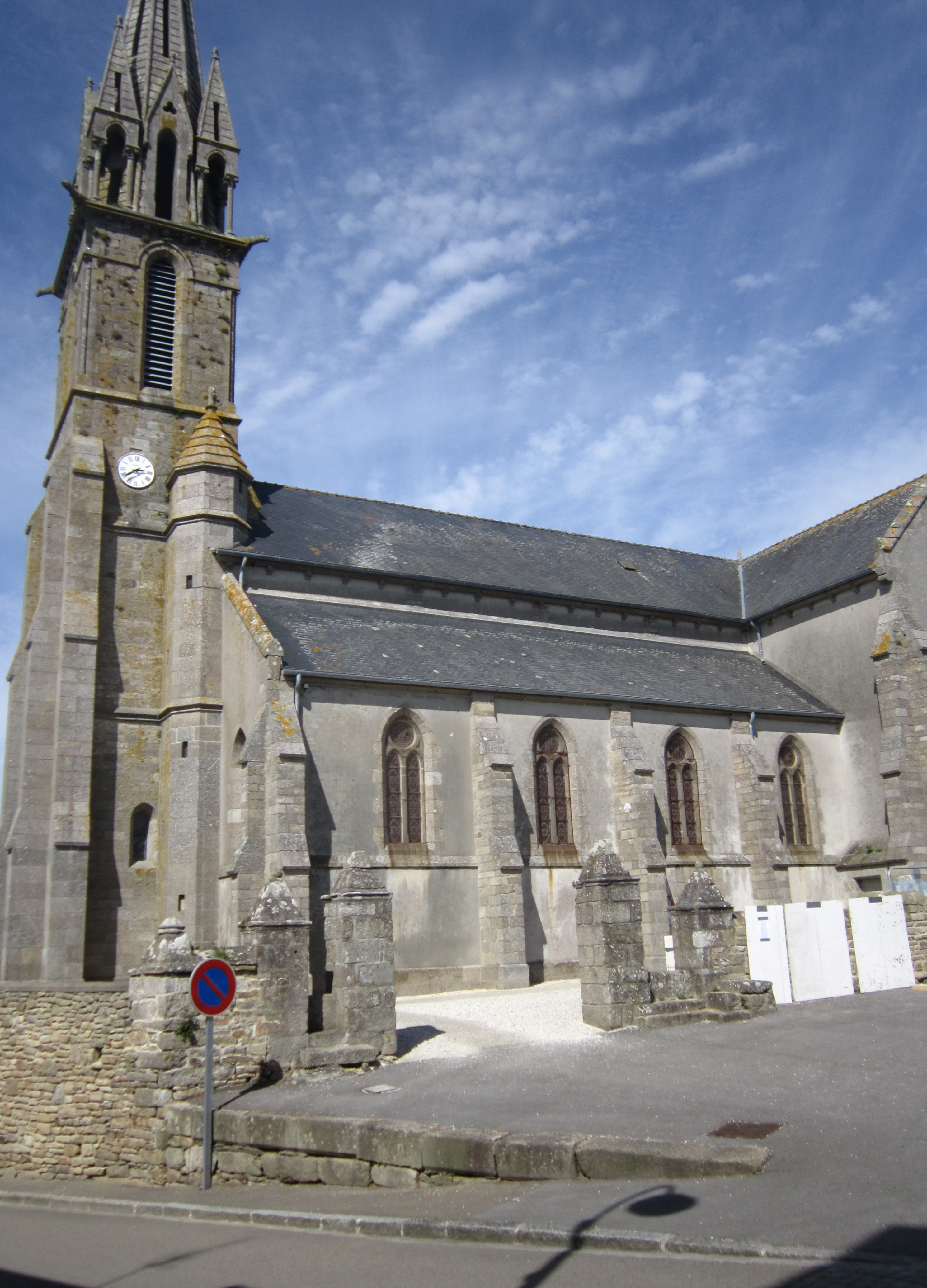
L'église paroissiale Saint-Gonval

- L'église Saint-Gonval ou Saint-Gonvel (1875-1876-1883), édifiée d'après les plans d'Ernest Le Guerranic
- La chapelle Notre-Dame-de-Kersaint (XVe siècle, restaurée au XXe siècle).

- La chapelle Saint-Samson (1785) et sa fontaine. Son pardon se déroulait le troisième dimanche de juillet. Elle était jadis l'objet d'une grande dévotion pour les maladies des yeux et les rhumatismes. « On fréquente cette chapelle et on se lave les mains dans cette fontaine pour demander de la force, et à côté de cette chapelle se trouve une pierre carrée avec la date de 1749 »[22]. Une autre tradition était d'y plonger les bébés vers l'âge de 9 mois afin de le fortifier[85].
- La chapelle de Saint-Gonvel-les-Dunes (Saint-Gonvel-an-Teven) ou saint Guénaël (XVIe siècle), située à Argenton, à l'emplacement supposé où saint Gonvel[Note 26] aurait bâti son ermitage. Son pardon se déroulait le dernier dimanche de septembre.

Les chapelles Saint-Gonvel et Saint-Samson
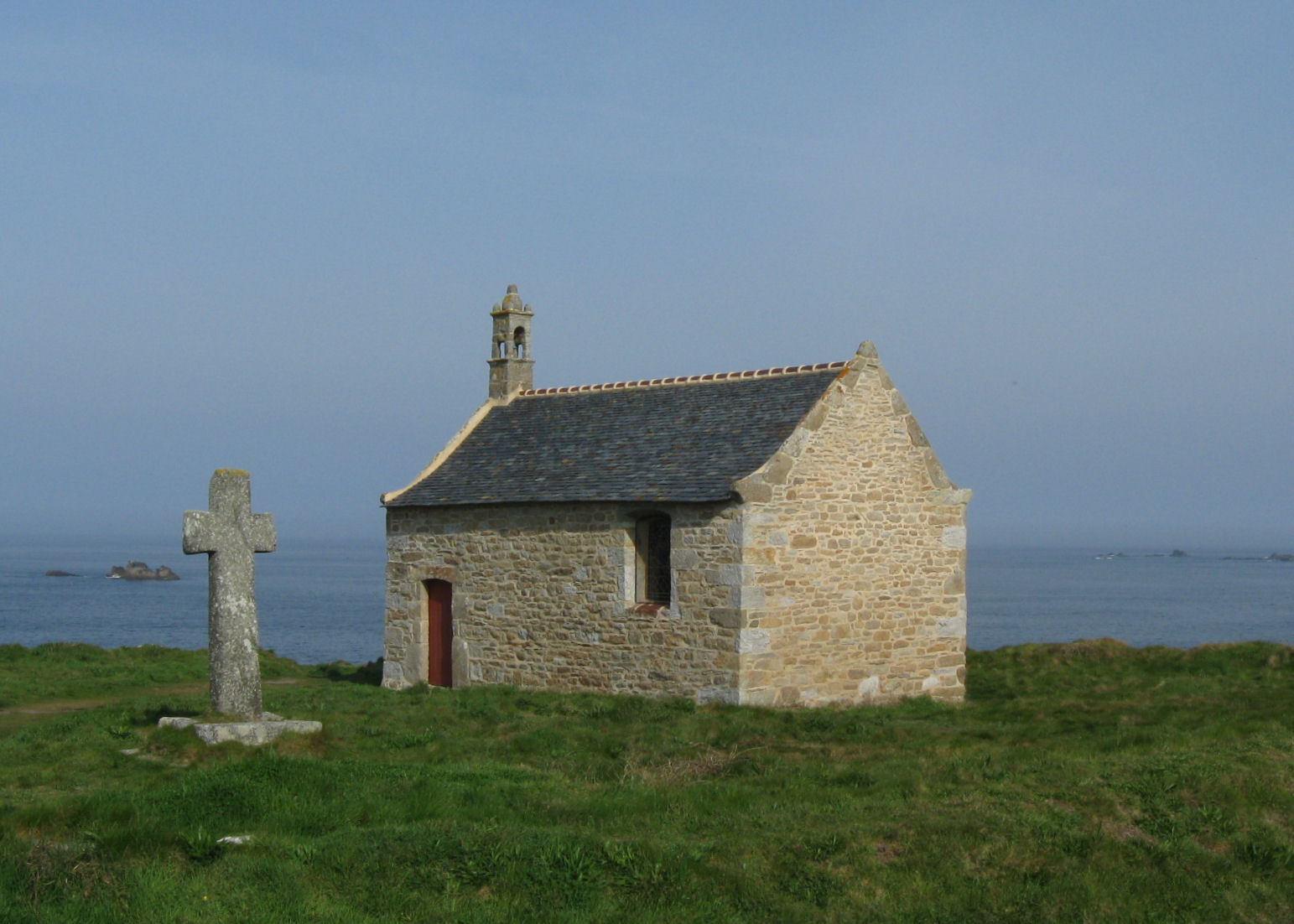
La chapelle Saint-Samson et sa croix : vue extérieure d'ensemble.
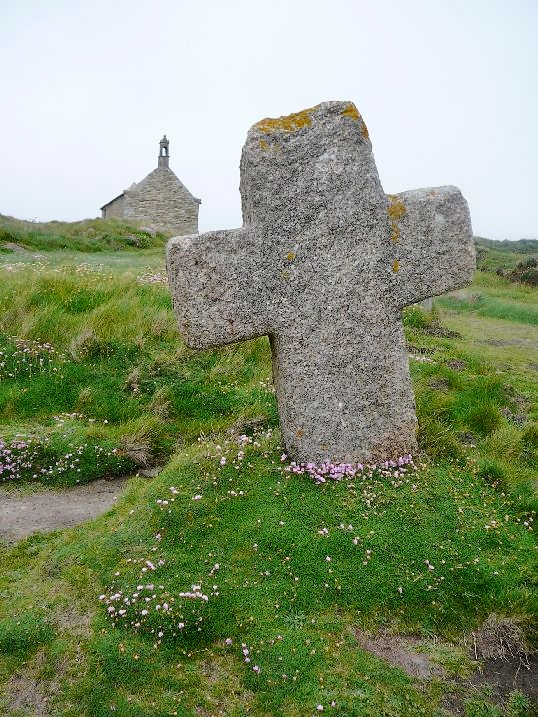
Croix près de la chapelle Saint-Samson, laquelle est visible à l'arrière-plan.
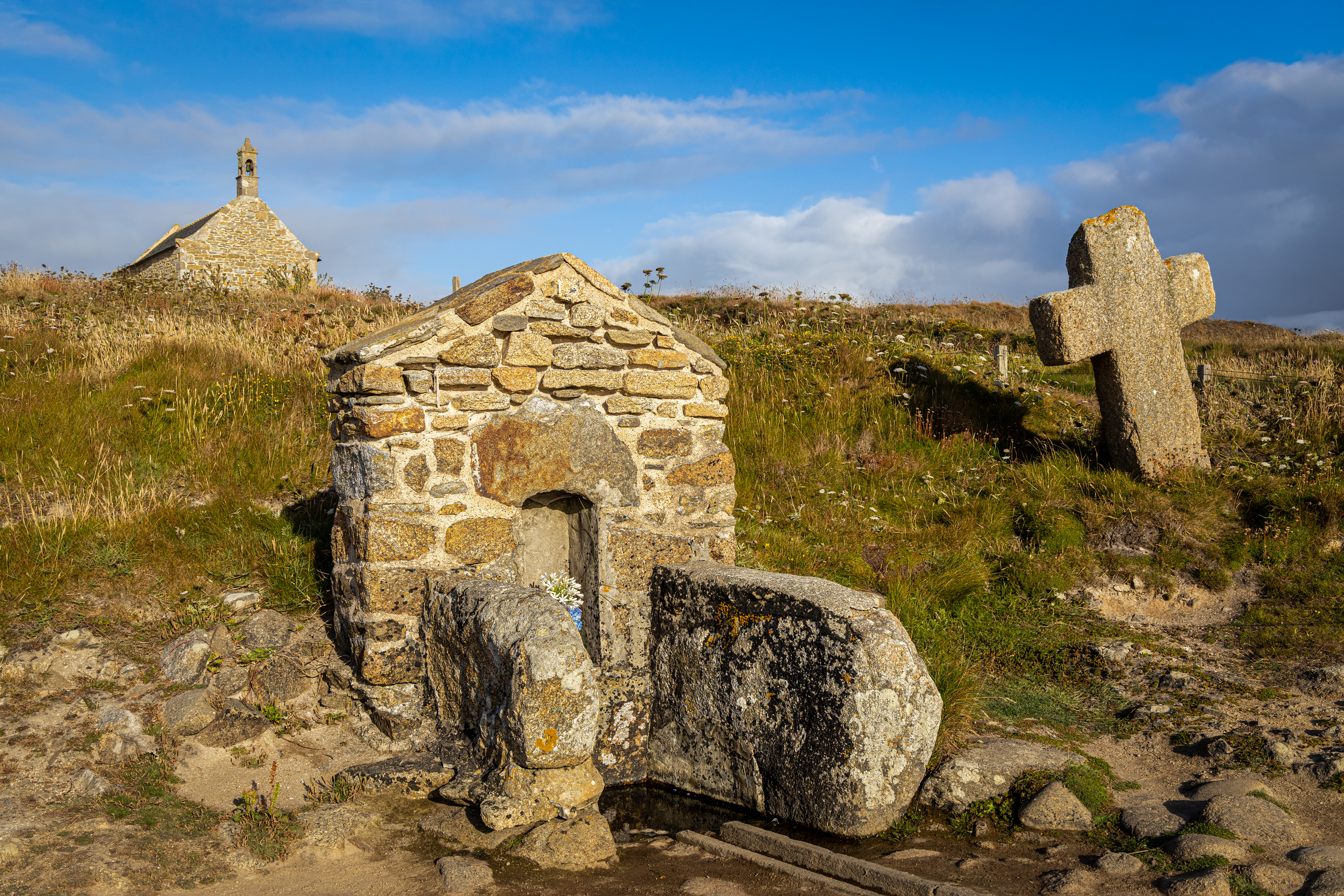
Croix et fontaine près de la chapelle Saint-Samson.
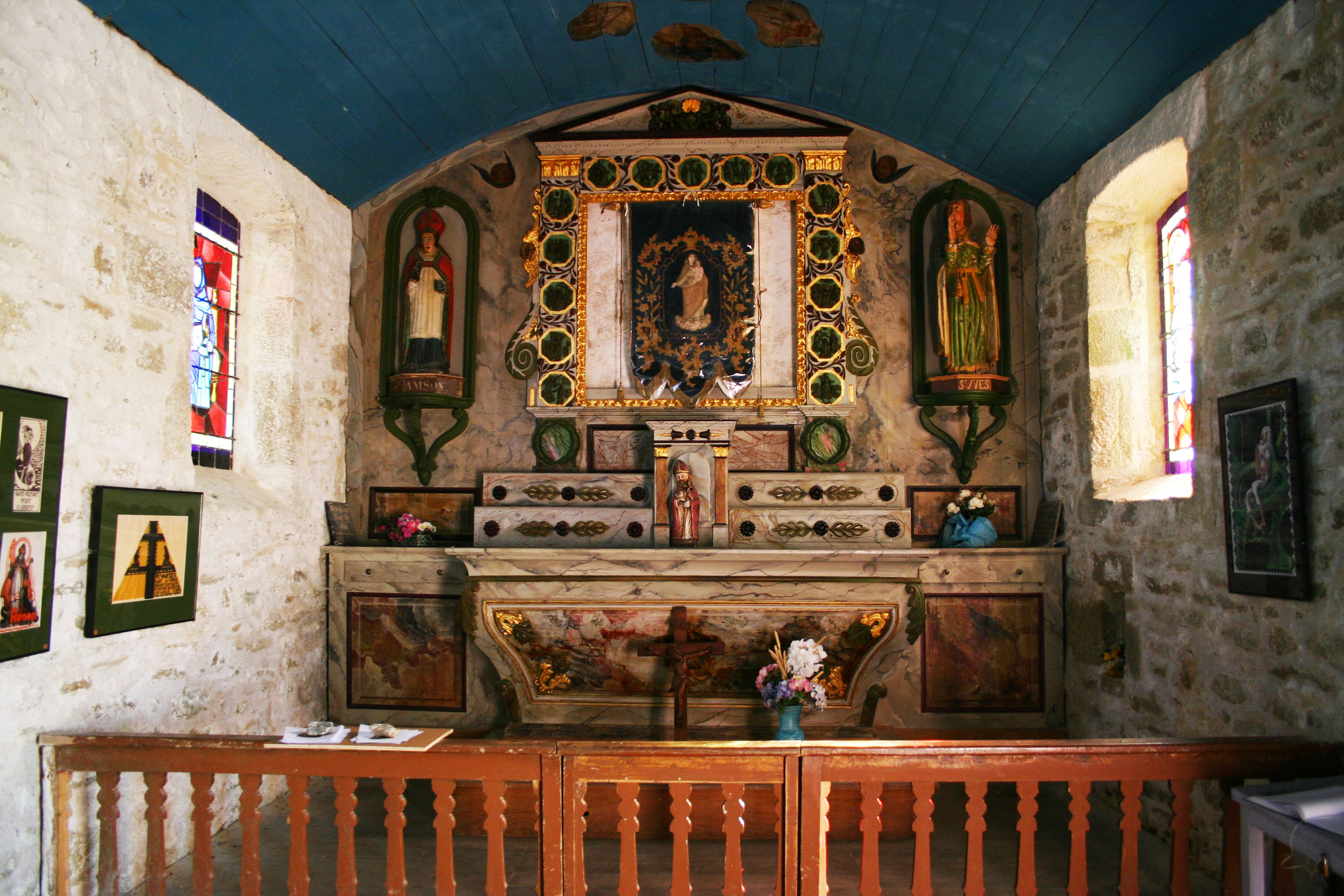
Chapelle Saint-Samson : vue intérieure d'ensemble.
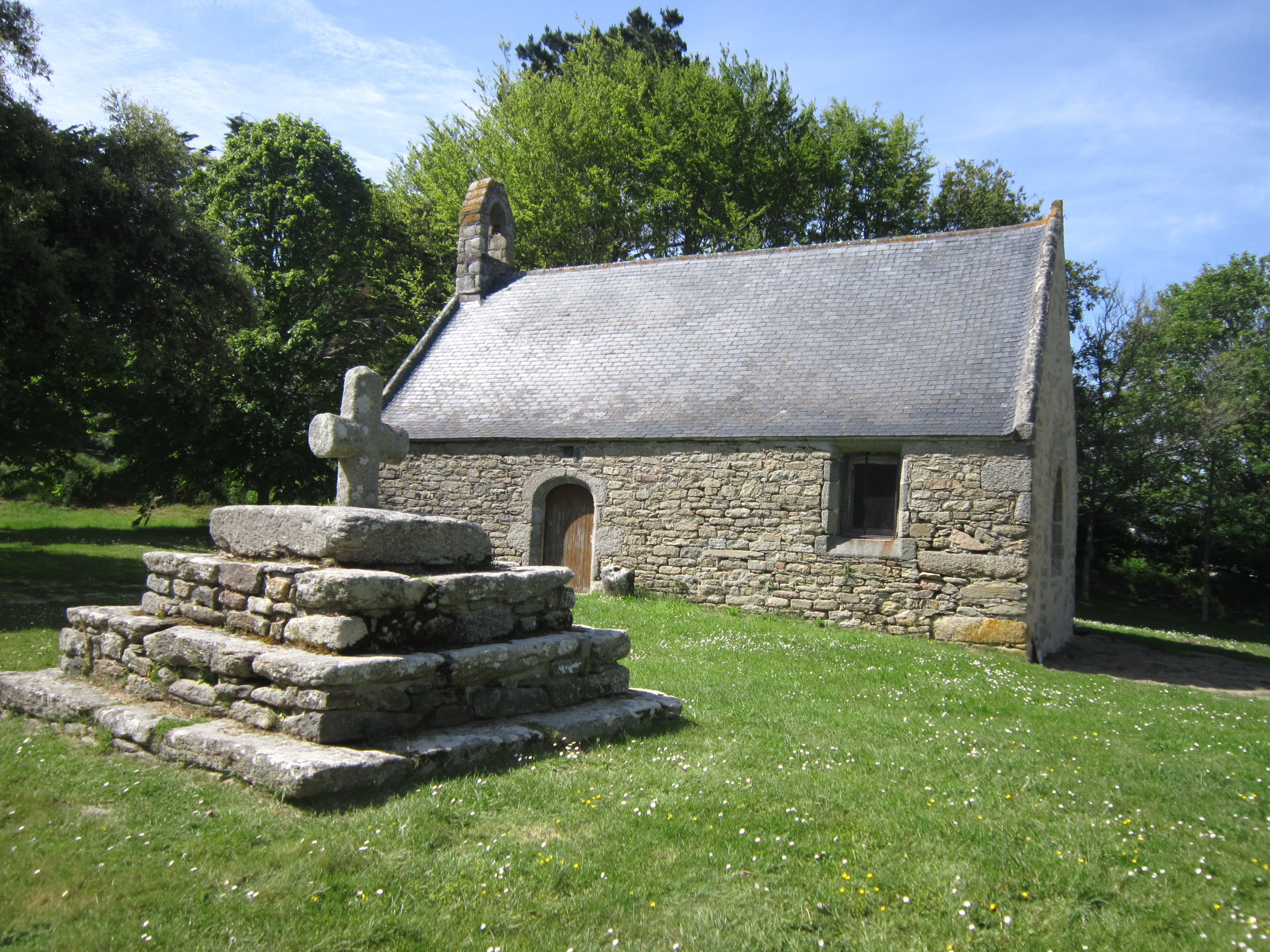
La chapelle Saint-Gonvel et sa croix monumentale 1.

- La chapelle Sainte-Anne, bénie le 14 juillet 1957.
- 22 croix et calvaires sont récensés à Landunvez[86], dont :
  - Croix de Trémazan (XVIIe siècle)
  - Calvaire de l'église de Landunvez (XXe siècle)
  - Croix de Bédiez (XVIe siècle), près de la fontaine Saint-Gonvel
- Fontaine Sainte-Haude à Kersaint
- Poste de garde de Trémazan (XVIIe-XVIIIe siècles)
- Manoir de Troménec (XVIIe siècle)
- Moulin de Kersaint (XVIIIe siècle), restauré au XIXe siècle.
- Les maisons des maîtres de barques des XVIIe siècle et XVIIIe siècle, en particulier à Argenton.
- Monument aux morts de 1914/1918.

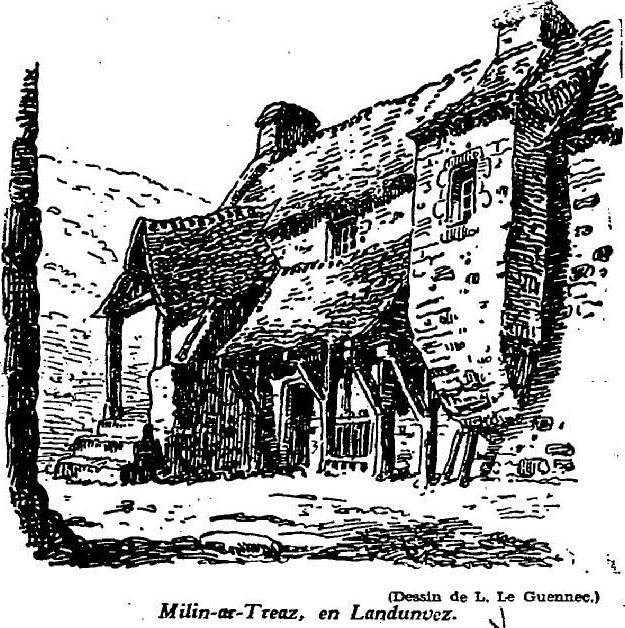
L'ancien moulin Milin-ar-Trez (dessin de Louis Le Guennec en 1929).
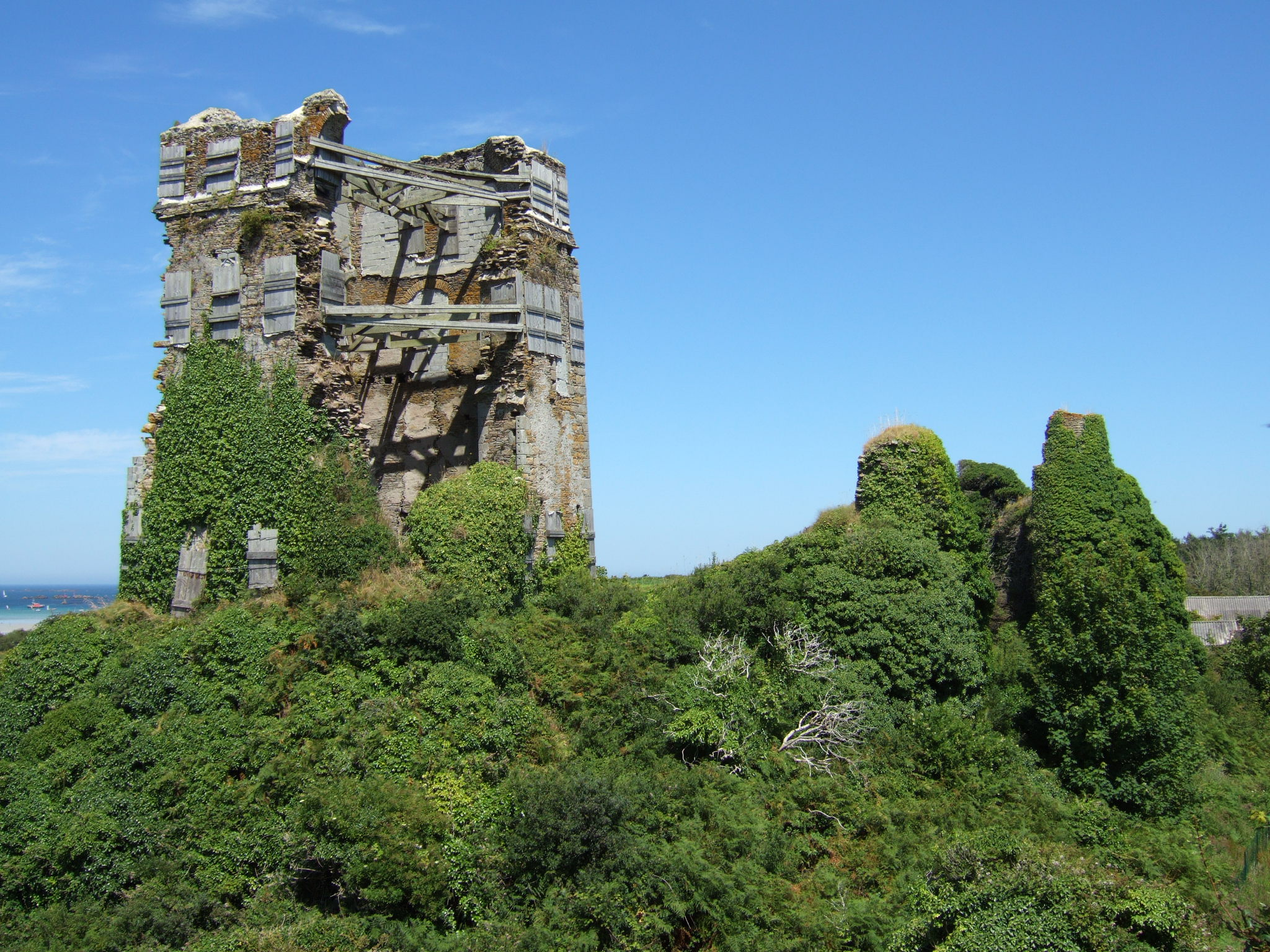
Ruines du château de Trémazan.
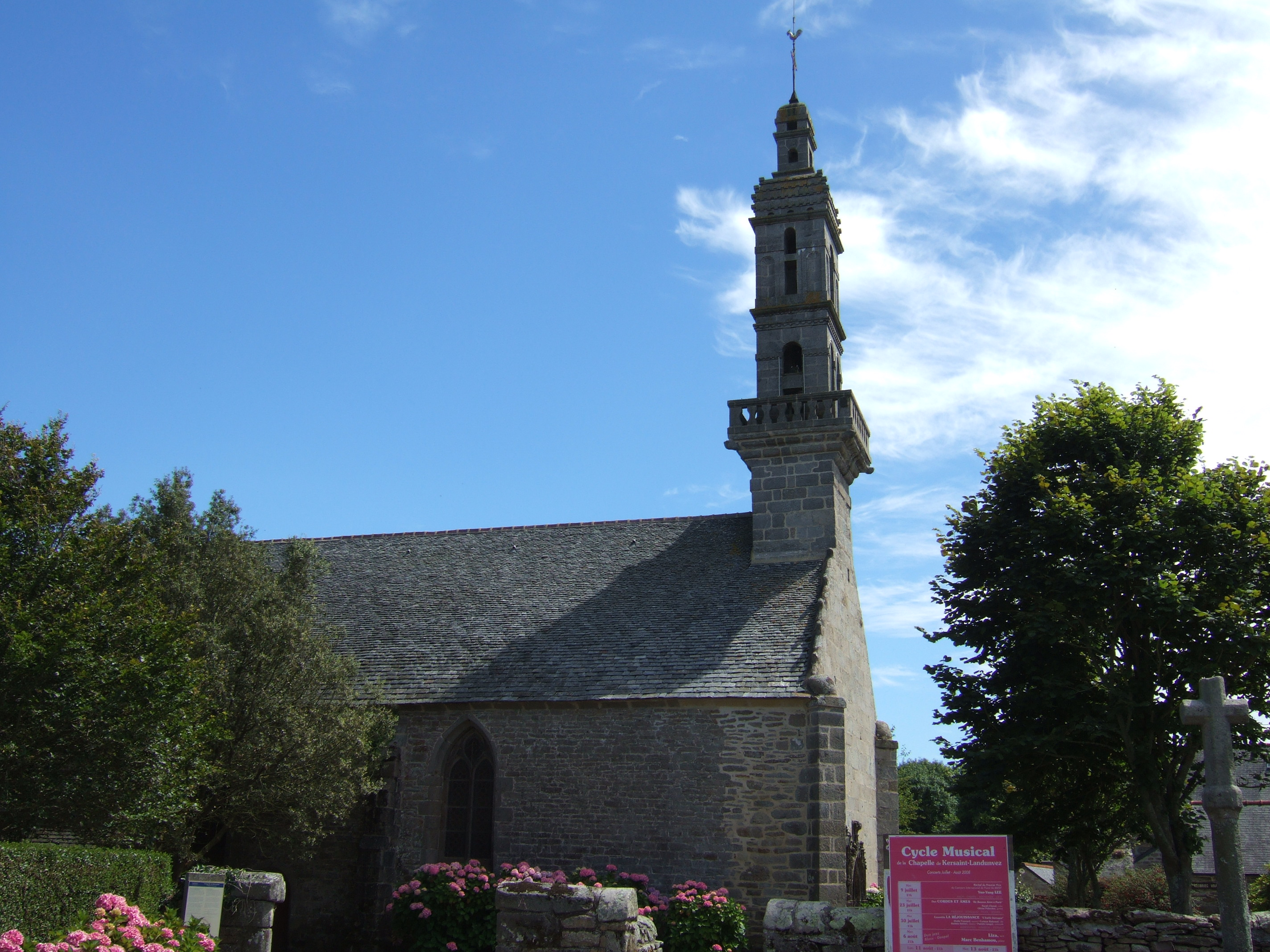
Landunvez : la chapelle Notre-Dame-de-Kersaint.
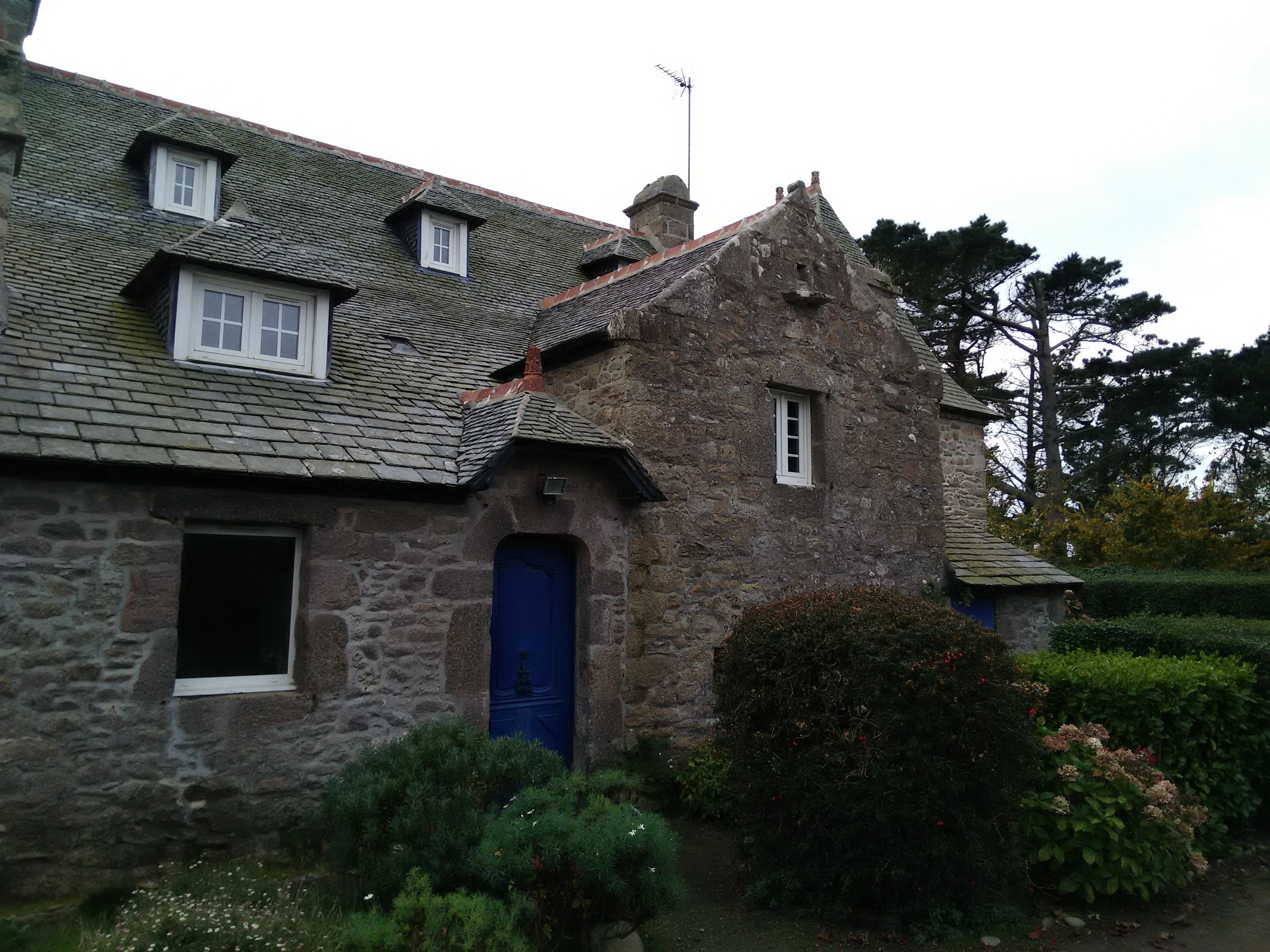
Maison de maître de barques à Argenton.

## Événements
- Juillet : festival de la Mer au port d'Argenton[87]
- Entre le 15 juillet et le 15 août : Cycle musical de la chapelle de Kersaint-Landunvez[88], concerts de musique classique dans la chapelle de Kersaint.

## Littérature
- Jules Lermina évoque à maintes reprises Landunvez dans son roman Monsieur le Juge publié en 1899 en feuilleton dans le journal Le Radical[89].
- Bernard Doumens publia un conte Le diable en Landunvez dans le journal Excelsior en 1929[90].

## Personnalités liées à la commune

### Nés à Landunvez
- Jean-Maur Audren de Kerdrel (1651-1725), moine et historien
- Barthélemy Kerroz (1727-1805) maître de barque, corsaire, négociant armateur et maire de Landerneau
- Marie Bracquemond (1840-1916) peintre
- Éliane Le Breton (née en 1897 à Landunvez, décédée en 1977), chercheuse en biochimie à l'Université de Strasbourg, puis à la Sorbonne[91].

### Ayant séjourné à Landunvez
- Georges Léonnec (1881-1940) dessinateur, a séjourné et est mort à Kersaint en Landunvez